# Índia britânica
O Raj Britânico (do hindi: rāj, "reino", "estado" ou "império") era o governo da Coroa Britânica no Subcontinente indiano, também é chamado de Governo da Coroa na Índia, ou Governo Direto na Índia. Durou de 1858 a 1947. A região sob controle britânico era comumente chamada de Índia no uso contemporâneo e incluía áreas administradas diretamente pelo Reino Unido, que eram chamadas coletivamente de Índia Britânica, e áreas governadas por governantes indígenas, mas sob a supremacia britânica, chamadas de estados principescos. A região às vezes era chamada de Império Indiano, embora não oficialmente.
Como Índia, foi membro fundador da Liga das Nações, um estado participante nos Jogos Olímpicos de Verão de 1900, 1920, 1928, 1932 e 1936, e membro fundador das Nações Unidas em São Francisco, em 1945.
Este sistema de governação foi instituído em 28 de Junho de 1858, quando, após a Rebelião Indiana de 1857, o domínio da Companhia das Índias Orientais foi transferido para a Coroa na pessoa da Rainha Vitória (que, em 1876, foi proclamada Imperatriz da Índia). Durou até 1947, quando o Raj britânico foi dividido em dois estados de domínio soberano: a União da Índia (mais tarde República da Índia) e o Paquistão (mais tarde República Islâmica do Paquistão). Mais tarde, em 1971, a República Popular do Bangladesh conquistou a independência do Paquistão. No início do Raj em 1858, a Baixa Birmânia já fazia parte da Índia britânica; A Alta Birmânia foi adicionada em 1886, e a união resultante, Birmânia, foi administrada como uma província autônoma até 1937, quando se tornou uma colônia britânica separada, ganhando sua própria independência em 1948. Foi renomeado para Myanmar em 1989. A Província de Adem do Comissário Chefe, também fazia parte da Índia britânica no início do Raj britânico e também se tornou uma colônia separada conhecida como Colônia de Adem em 1937.

## Extensão geográfica
O Raj britânico estendeu-se por quase toda a atual Índia, Paquistão e Bangladesh, exceto por pequenas propriedades de outras nações europeias, como Goa e Pondicherry. Esta área é muito diversificada, contendo as montanhas do Himalaia, planícies aluviais férteis, a planície indo-gangética, um longo litoral, florestas tropicais secas, terras altas áridas e o deserto de Thar. Além disso, em vários momentos, incluiu Aden (de 1858 a 1937), Baixa Birmânia (de 1858 a 1937), Alta Birmânia (de 1886 a 1937), Somalilândia Britânica (brevemente de 1884 a 1898) e os Assentamentos do Estreitos (brevemente de 1858 a 1867). A Birmânia foi separada da Índia e administrada diretamente pela Coroa Britânica de 1937 até sua independência em 1948. Os Estados Tréguas do Golfo Pérsico e os outros estados sob a Residência do Golfo Pérsico eram teoricamente estados principescos, bem como presidências e províncias da Índia Britânica até 1947 e usaram a rupia como unidade monetária.
Entre outros países da região, o Ceilão, que naquela época se referia às regiões costeiras e à parte norte da ilha (atual Sri Lanka) foi cedido à Grã-Bretanha em 1802 pelo Tratado de Amiens. Essas regiões costeiras foram temporariamente administradas sob a presidência de Madras entre 1793 e 1798, mas em períodos posteriores os governadores britânicos reportaram-se a Londres, e não faziam parte do Raj. Os reinos do Nepal e do Butão, tendo travado guerras com os britânicos, assinaram posteriormente tratados com eles e foram reconhecidos pelos britânicos como estados independentes.  O Reino de Siquim foi estabelecido como um estado principesco após o Tratado Anglo-Siquim de 1861; no entanto, a questão da soberania ficou indefinida. As Ilhas Maldivas foram um protetorado britânico de 1887 a 1965, mas não fizeram parte da Índia britânica.

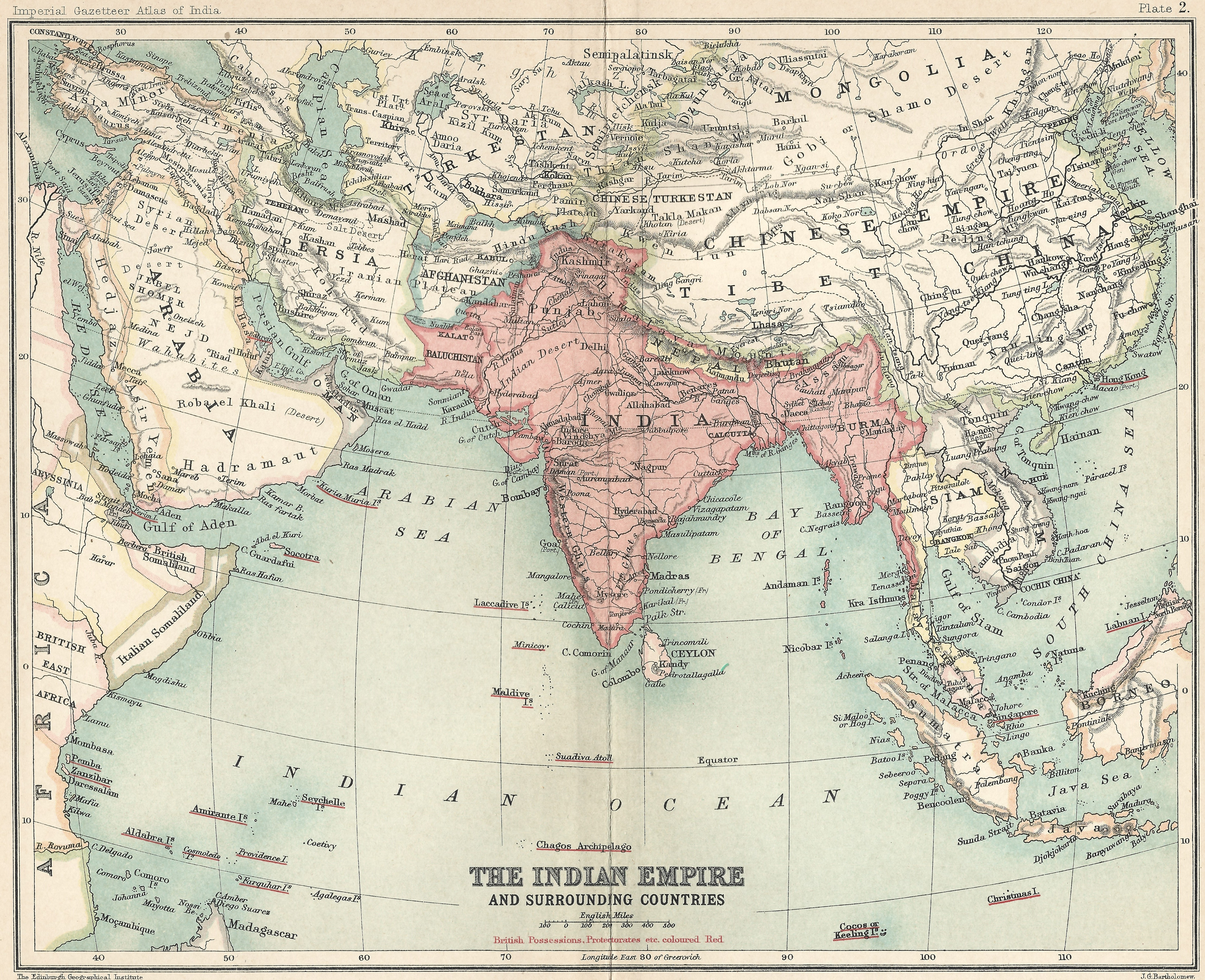
O Raj Britânico e países vizinhos, 1909.

## História

### 1858-1868: Consequências da rebelião, críticas e respostas
| {{{caption}}} |
| Lakshmibai, Rani de Jhansi, uma das principais líderes da Grande Revolta de 1857, que perdeu seu reino pela Doutrina do lapso |

| {{{caption}}}                                                                                                |
| A proclamação aos "Príncipes, Chefes e Povo da Índia", emitida pela Rainha Vitória em 1º de novembro de 1858 |

| {{{caption}}} |
| Sir Syed Ahmed Khan, fundador do Muhammadan Anglo-Oriental College, escreveu uma das primeiras críticas, As causas do Motim Indiano. |

| {{{caption}}}                                                                                             |
| Um retrato de lembrança de 1887 da Rainha Vitória como Imperatriz da Índia, 30 anos após a Grande Revolta |

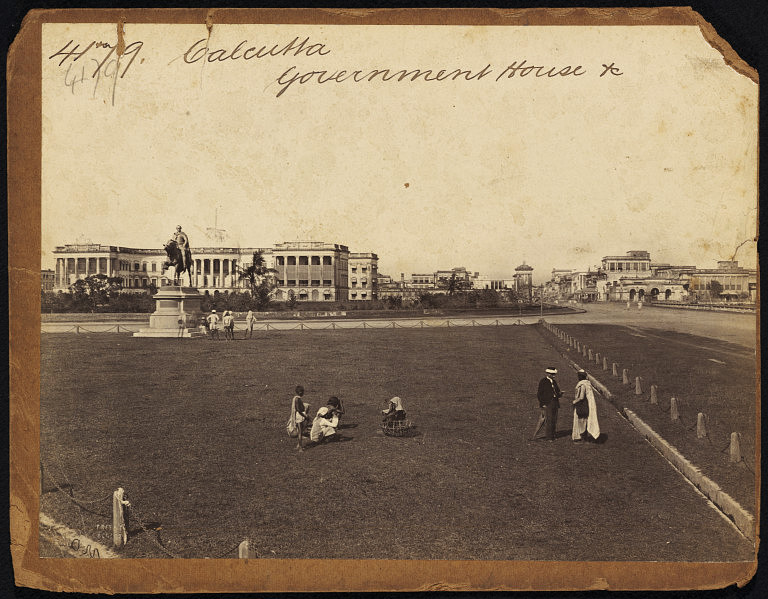
Casa do Governo, Calcutá, de Francis Frith (foto de 1850 a 1870)

Embora a rebelião indiana de 1857 tenha abalado o empreendimento britânico na Índia, não o descarrilou. Até 1857, os britânicos, especialmente sob o comando de Lord Dalhousie, construíram apressadamente uma Índia que imaginavam estar ao nível da própria Grã-Bretanha na qualidade e força das suas instituições económicas e sociais. Após a rebelião, eles se tornaram mais cautelosos. Muita reflexão foi dedicada às causas da rebelião e três lições principais foram tiradas. Em primeiro lugar, a nível prático, considerou-se que era necessário haver mais comunicação e camaradagem entre os britânicos e os indianos – não apenas entre os oficiais do exército britânico e o seu estado-maior indiano, mas também na vida civil. O exército indiano foi completamente reorganizado: unidades compostas por muçulmanos e brâmanes das Províncias Unidas de Agra e Oudh, que formavam o núcleo da rebelião, foram dissolvidas. Novos regimentos, como os Sikhs e Baluchis, compostos por indianos que, na avaliação britânica, demonstraram firmeza, foram formados. A partir de então, o exército indiano permaneceria inalterado em sua organização até 1947. O Censo de 1861 revelou que a população inglesa na Índia era de 125 945. Destes, apenas cerca de 41 862 eram civis, em comparação com cerca de 84 083 oficiais e homens europeus do Exército. Em 1880, o exército indiano permanente consistia em 66 000 soldados britânicos, 130 000 nativos e 350 000 soldados nos exércitos principescos.

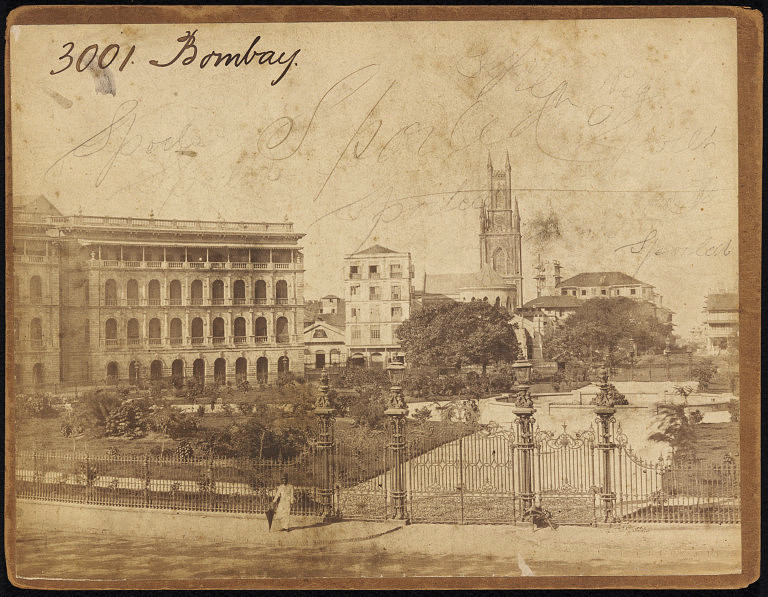
Edifícios de Bombaim por Francis Frith (1850-1870)

Em segundo lugar, considerou-se também que tanto os príncipes como os grandes proprietários de terras, ao não aderirem à rebelião, provaram ser, nas palavras de Lord Canning, "quebra-mares numa tempestade". Eles também foram recompensados no novo Raj britânico ao serem integrados no sistema político anglo-indiano e terem os seus territórios garantidos.  Ao mesmo tempo, sentiu-se que os camponeses, em cujo benefício tinham sido empreendidas as grandes reformas agrárias das Províncias Unidas, tinham demonstrado deslealdade, lutando, em muitos casos, pelos seus antigos proprietários de terras contra os britânicos. Consequentemente, não foram implementadas mais reformas agrárias nos 90 anos seguintes: Bengala e Bihar continuariam a ser domínios de grandes propriedades fundiárias (ao contrário do Punjab e Utar Pradexe).
Terceiro, os britânicos sentiram-se desencantados com a reacção indiana à mudança social. Até a rebelião, eles haviam promovido com entusiasmo a reforma social, como a proibição do sati por Lord William Bentinck. Sentia-se agora que as tradições e costumes na Índia eram demasiado fortes e rígidos para serem mudados facilmente; consequentemente, não foram feitas mais intervenções sociais britânicas, especialmente em questões relacionadas com religião, mesmo quando os britânicos tinham opiniões muito fortes sobre a questão (como no caso do novo casamento de crianças viúvas hindus). Isso foi exemplificado ainda mais na Proclamação da Rainha Vitória, divulgada imediatamente após a rebelião. A proclamação afirmava que “Renunciamos igualmente ao nosso Direito e Desejo de impor as Nossas Convicções a qualquer um dos Nossos Súditos”; demonstrando o compromisso oficial britânico de se abster de intervenção social na Índia.

### 1858-1880: Ferrovias, canais, Código da Fome
| {{{caption}}}                                                                                             |
| O mapa de 1909 das ferrovias indianas, a quarta maior do mundo. A construção ferroviária começou em 1853. |

| {{{caption}}}                                                          |
| Imagem estereográfica de Victoria Terminus, Bombaim, concluída em 1888 |

| {{{caption}}} |
| O canal de Agra (c.1873), um ano após a conclusão, foi fechado à navegação em 1904 para aumentar a irrigação durante uma fome. |

| {{{caption}}}                                                                  |
| Lord Ripon, o vice-rei liberal da Índia, que instituiu o Código da Fome. 1880. |

Na segunda metade do século XIX, tanto a administração direta da Índia pela Coroa Britânica como a mudança tecnológica introduzida pela revolução industrial tiveram o efeito de interligar estreitamente as economias da Índia e da Grã-Bretanha. Na verdade, muitas das principais mudanças nos transportes e comunicações (normalmente associadas ao Governo da Coroa da Índia) já tinham começado antes do Motim. Desde que Dalhousie abraçou a mudança tecnológica então desenfreada na Grã-Bretanha, a Índia também assistiu ao rápido desenvolvimento de todas essas tecnologias. Ferrovias, estradas, canais e pontes foram rapidamente construídos na Índia, e ligações telegráficas foram estabelecidas com igual rapidez para que matérias-primas, como o algodão, do interior da Índia, pudessem ser transportadas de forma mais eficiente para portos, como Bombaim, para posterior exportação para Inglaterra. Da mesma forma, os produtos acabados da Inglaterra foram transportados de volta para venda nos florescentes mercados indianos. Ao contrário da Grã-Bretanha, onde os riscos de mercado para o desenvolvimento de infraestruturas foram suportados por investidores privados, na Índia foram os contribuintes – principalmente agricultores e trabalhadores agrícolas – que suportaram os riscos, que, no final, ascenderam a £50 milhões. Apesar destes custos, foi criado muito pouco emprego qualificado para os indianos. Em 1920, com a quarta maior rede ferroviária do mundo e uma história de 60 anos de construção, apenas dez por cento dos “postos superiores” nas Ferrovias Indianas eram ocupados por indianos.
A corrida da tecnologia também estava a mudar a economia agrícola na Índia: na última década do século XIX, uma grande fracção de algumas matérias-primas – não apenas algodão, mas também alguns cereais – era exportada para mercados distantes. Muitos pequenos agricultores, dependentes dos caprichos desses mercados, perderam terras, animais e equipamentos para agiotas. A segunda metade do século XIX também viu um aumento no número de fomes em grande escala na Índia. Embora as fomes não fossem novidade no subcontinente, estas foram particularmente graves, com dezenas de milhões de pessoas morrendo, e com muitos críticos, tanto britânicos quanto indianos, atribuindo a culpa às portas das pesadas administrações coloniais. Houve também efeitos salutares: as culturas comerciais, especialmente no recentemente canalizado Punjab, levaram ao aumento da produção de alimentos para consumo interno. A rede ferroviária proporcionou alívio crítico da fome, reduziu notavelmente o custo da movimentação de mercadorias, e ajudou a indústria nascente de propriedade indiana. Depois da Grande Fome de 1876-1878, o relatório da Comissão Indiana de Fome foi emitido em 1880, e os Códigos de Fome Indianos, as primeiras escalas de fome e programas para prevenção da fome, foram instituídos. De uma forma ou de outra, seriam implementadas em todo o mundo pelas Nações Unidas e pela Organização para a Alimentação e a Agricultura até meados da década de 1970. 

### Décadas de 1880 a 1890: Classe média, Congresso Nacional Indiano
| {{{caption}}} |
| Allan Octavian Hume (1829–1912), que propôs a ideia do Congresso Nacional Indiano em uma carta aos graduados da Universidade de Calcutá |

| {{{caption}}} |
| Congresso, Bombaim, 28 de dezembro de 1885. Terceira fila (meio) (da esquerda para a direita) Dadabhai Naoroji, Hume, W. C. Bonerjee e Pherozeshah Mehta. |

| {{{caption}}} |
| Pobreza e o governo não britânico na Índia, 1901, por Naoroji, membro do Parlamento Britânico (1892–1895) e presidente do Congresso (1886, 1893, 1906) |

| {{{caption}}}                                                                                  |
| Mehta, advogado, empresário e presidente da sexta sessão do Congresso Nacional Indiano em 1890 |

Em 1880, uma nova classe média surgiu na Índia e se espalhou por todo o país. Além disso, havia uma solidariedade crescente entre os seus membros, criada pelos “estímulos conjuntos de encorajamento e irritação”. O encorajamento sentido por esta classe veio do seu sucesso na educação e da sua capacidade de aproveitar os benefícios dessa educação, como o emprego na Função Pública Indiana. Veio também da proclamação da Rainha Vitória de 1858, na qual ela declarou: "Nós nos mantemos ligados aos nativos dos nossos territórios indianos pela mesma obrigação de dever que nos liga a todos os nossos outros súditos". Os indianos ficaram especialmente encorajados quando o Canadá recebeu o status de domínio em 1867 e estabeleceu uma constituição democrática autônoma. Por último, o incentivo veio do trabalho de estudiosos orientais contemporâneos como Monier Monier-Williams e Max Müller, que em suas obras apresentavam a Índia antiga como uma grande civilização. A irritação, por outro lado, veio não apenas de incidentes de discriminação racial nas mãos dos britânicos na Índia, mas também de ações governamentais como o uso de tropas indianas em campanhas imperiais (por exemplo, na Segunda Guerra Anglo-Afegã) e a tentativas de controlar a imprensa vernácula (por exemplo, na Lei de Imprensa Vernácula de 1878).
Foi, no entanto, a reversão parcial da Ilbert Bill (1883) pelo vice-rei Lord Ripon, uma medida legislativa que propunha colocar os juízes indianos na presidência de Bengala em pé de igualdade com os britânicos, que transformou o descontentamento em ação política. Em 28 de dezembro de 1885, profissionais e intelectuais desta classe média - muitos formados nas novas universidades fundadas pelos britânicos em Bombaim, Calcutá e Madras, e familiarizados com as ideias dos filósofos políticos britânicos, especialmente os utilitaristas reunidos em Bombaim - fundaram o Congresso Nacional Indiano. Os 70 homens elegeram Womesh Chunder Bonerjee como o primeiro presidente. Os membros incluíam uma elite ocidentalizada e nenhum esforço foi feito nesta altura para alargar a base. 
Durante os seus primeiros 20 anos, o Congresso debateu principalmente a política britânica em relação à Índia. Os seus debates criaram uma nova perspectiva indiana que responsabilizava a Grã-Bretanha por drenar a riqueza da Índia. A Grã-Bretanha fez isto, alegavam os nacionalistas, através do comércio injusto, da restrição à indústria indígena indiana e da utilização de impostos indianos para pagar os elevados salários dos funcionários públicos britânicos na Índia.
Thomas Baring serviu como vice-rei da Índia de 1872 a 1876. As principais realizações de Baring ocorreram como um reformador enérgico que se dedicou a melhorar a qualidade do governo no Raj britânico. Ele começou a combater a fome em grande escala, reduziu os impostos e superou obstáculos burocráticos em um esforço para reduzir a fome e a agitação social generalizada. Embora nomeado por um governo liberal, suas políticas eram praticamente as mesmas dos vice-reis nomeados por governos conservadores.
A reforma social estava no ar na década de 1880. Por exemplo, Pandita Ramabai, poeta, estudiosa de sânscrito e defensora da emancipação das mulheres indianas, assumiu a causa do novo casamento das viúvas, especialmente das viúvas brâmanes, mais tarde convertidas ao cristianismo. Em 1895, foi redigida a Lei da Constituição da Índia, primeira tentativa de se estabelecer uma constituição para toda a Índia. Em 1900, os movimentos reformistas criaram raízes no Congresso Nacional Indiano. O membro do Congresso Gopal Krishna Gokhale fundou a Sociedade dos Servos da Índia, que fazia lobby por uma reforma legislativa (por exemplo, por uma lei que permitisse o novo casamento de crianças viúvas hindus), e cujos membros faziam votos de pobreza e trabalhavam entre a comunidade intocável.
Em 1905, abriu-se um abismo profundo entre os moderados, liderados por Gokhale, que minimizava a agitação pública, e os novos "extremistas" que não só defendiam a agitação, mas também consideravam a prossecução da reforma social como uma distração do nacionalismo. Proeminente entre os extremistas estava Bal Gangadhar Tilak, que tentou mobilizar os indianos apelando para uma identidade política explicitamente hindu, exibida, por exemplo, nos festivais públicos anuais de Ganapati que ele inaugurou no oeste da Índia.

### 1905–1911: Partição de Bengala,Swadeshi, violência
| {{{caption}}}                                                                           |
| Lord Curzon, vice-rei da Índia, 1899–1905, que dividiu a presidência de Bengala em 1905 |

| {{{caption}}}                                                                                    |
| O moderado do Congresso, Sir Surendranath Banerjee, liderou a oposição com o movimento Swadeshi. |

| {{{caption}}}                                                                                      |
| Revista Tamil, Vijaya, 1909, mostrando "Mãe Índia" com sua descendência e o slogan "Vande Mataram" |

O vice-rei, Lord Curzon (1899–1905), foi extraordinariamente enérgico na busca pela eficiência e reformas. Sua agenda incluía a criação da Província da Fronteira Noroeste; pequenas mudanças nos serviços públicos; agilizar o funcionamento da secretaria; estabelecer um padrão-ouro para garantir uma moeda estável; criação de um Conselho Ferroviário; reforma da irrigação; redução das dívidas camponesas; redução do custo dos telegramas; pesquisa arqueológica e preservação de antiguidades; melhorias nas universidades; reformas policiais; atualizar os papéis dos Estados Nativos; um novo Departamento de Comércio e Indústria; promoção da indústria; políticas revistas de receitas fundiárias; redução de impostos; criação de bancos agrícolas; criação de um Departamento Agrícola; patrocinar pesquisas agrícolas; estabelecer uma Biblioteca Imperial; criando um Corpo Imperial de Cadetes; novos códigos de fome; e, de facto, reduzir o incómodo causado pelo fumo em Calcutá.
O problema surgiu para Curzon quando ele dividiu a maior subdivisão administrativa da Índia britânica, a Província de Bengala, na província de maioria muçulmana de Bengala Oriental e Assam e na província de maioria hindu de Bengala Ocidental (atualmente estados indianos de Bengala Ocidental, Bihar e Orissa). O ato de Curzon, a Partição de Bengala, foi contemplado por várias administrações coloniais desde a época de Lord William Bentinck, mas nunca foi posto em prática. Embora alguns o considerassem administrativamente feliz, foi cobrado comunitariamente. Semeou as sementes da divisão entre os indianos em Bengala, transformando a política nacionalista como nada antes dela. A elite hindu de Bengala, entre eles muitos que possuíam terras em Bengala Oriental que foram arrendadas a camponeses muçulmanos, protestou fervorosamente.
Após a Partição de Bengala, que foi uma estratégia traçada por Lord Curzon para enfraquecer o movimento nacionalista, Tilak encorajou o movimento Swadeshi e o movimento de Boicote. O movimento consistia no boicote a mercadorias estrangeiras e também no boicote social a qualquer indiano que utilizasse mercadorias estrangeiras. O movimento Swadeshi consistia no uso de bens produzidos nativamente. Uma vez boicotados os produtos estrangeiros, surgiu uma lacuna que teve de ser preenchida pela produção desses produtos na própria Índia. Bal Gangadhar Tilak disse que os movimentos Swadeshi e Boicote são as duas faces da mesma moeda. A grande classe média hindu bengali (os Bhadralok), chateada com a perspectiva de os bengalis serem superados em número na nova província de Bengala por biharis e oriyas, sentiu que o ato de Curzon foi um castigo por sua assertividade política. Os protestos generalizados contra a decisão de Curzon assumiram a forma predominantemente da campanha Swadeshi ("comprar indiano") liderada pelo duas vezes presidente do Congresso, Surendranath Banerjee, e envolveram o boicote aos produtos britânicos. 
O grito de guerra para ambos os tipos de protesto foi o slogan Bande Mataram ("Salve a Mãe"), que invocava uma deusa mãe, que representava Bengala, Índia e a deusa hindu Cáli. Sri Aurobindo nunca foi além da lei quando editou a revista Bande Mataram; pregou a independência, mas dentro dos limites da paz, tanto quanto possível. Seu objetivo era a Resistência Passiva.  A agitação se espalhou de Calcutá para as regiões vizinhas de Bengala quando os estudantes voltaram para suas aldeias e cidades. Alguns aderiram a clubes políticos locais de jovens que surgiram em Bengala na época, alguns envolveram-se em roubos para financiar armas e até tentaram tirar a vida de funcionários do Raj. No entanto, as conspirações geralmente falharam face ao intenso trabalho policial. O movimento de boicote Swadeshi reduziu as importações de têxteis britânicos em 25%. O tecido swadeshi, embora mais caro e um pouco menos confortável do que o seu concorrente de Lancashire, era usado como sinal de orgulho nacional por pessoas de toda a Índia.

### 1870–1906: Movimentos sociais muçulmanos, Liga Muçulmana
| {{{caption}}} |
| Lord Minto, o vice-rei que substituiu Curzon em 1906. As Reformas Minto-Morley de 1909 permitiram eleitorados muçulmanos separados. |

| {{{caption}}} |
| Religiões Predominantes - 1909, mapa do Império Indiano Britânico, 1909, mostrando as religiões majoritárias com base no Censo de 1901 |

| {{{caption}}} |
| Hakim Ajmal Khan, fundador da Liga Muçulmana, também se tornaria presidente do Congresso Nacional Indiano em 1921. |

O protesto esmagador, mas predominantemente hindu, contra a divisão de Bengala e o medo que daí resultou de reformas que favorecessem a maioria hindu, levou a elite muçulmana na Índia a reunir-se com o novo vice-rei, Lord Minto, em 1906, e a pedir eleitorados separados para Muçulmanos. Em conjunto, exigiram representação legislativa proporcional que refletisse tanto o seu estatuto como antigos governantes como o seu historial de cooperação com os britânicos. Isto levou, em dezembro de 1906, à fundação da Liga Muçulmana de Toda a Índia em Daca  Embora Curzon, a essa altura, já tivesse renunciado ao cargo devido a uma disputa com seu chefe militar, Lord Kitchener, e retornado à Inglaterra, a Liga era a favor de seu plano de partição. A posição da elite muçulmana, que se refletiu na posição da Liga, cristalizou-se gradualmente ao longo das três décadas anteriores, começando com as revelações do Censo da Índia Britânica em 1871, que estimou pela primeira vez as populações em regiões de maioria muçulmana. (de sua parte, o desejo de Curzon de cortejar os muçulmanos de Bengala Oriental surgiu das ansiedades britânicas desde o censo de 1871 - e à luz da história dos muçulmanos que os lutaram no motim de 1857 e na Segunda Guerra Anglo-Afegã - sobre os muçulmanos indianos se rebelando contra a Coroa). Nas três décadas seguintes, os líderes muçulmanos em todo o norte da Índia experimentaram intermitentemente a animosidade pública por parte de alguns dos novos grupos políticos e sociais hindus. O Arya Samaj, por exemplo, não só apoiou as Sociedades de Proteção às Vacas na sua agitação, mas também - perturbado com os números muçulmanos do Censo de 1871 - organizou eventos de "reconversão" com o propósito de acolher os muçulmanos de volta ao rebanho hindu. Em 1905, quando Tilak e Lajpat Rai tentaram ascender a posições de liderança no Congresso, e o próprio Congresso se reuniu em torno do simbolismo de Kali, os temores muçulmanos aumentaram. Não passou despercebido a muitos muçulmanos, por exemplo, que o grito de guerra, "Bande Mataram", apareceu pela primeira vez no romance Anand Math, no qual os hindus lutaram contra os seus opressores muçulmanos. Por último, a elite muçulmana, e entre ela Dacca Nawab, Khwaja Salimullah, que acolheu a primeira reunião da Liga na sua mansão em Shahbag, estava ciente de que uma nova província com maioria muçulmana beneficiaria diretamente os muçulmanos que aspiram ao poder político. 
Os primeiros passos foram dados em direção ao autogoverno na Índia britânica no final do século XIX, com a nomeação de conselheiros indianos para aconselhar o vice-rei britânico e o estabelecimento de conselhos provinciais com membros indianos; os britânicos posteriormente ampliaram a participação nos conselhos legislativos com a Lei dos Conselhos Indianos de 1892. Corporações Municipais e Conselhos Distritais foram criados para administração local; eles incluíam membros indianos eleitos.
A Lei dos Conselhos Indianos de 1909, conhecida como Reformas Morley-Minto (John Morley era o secretário de estado da Índia e Minto era vice-rei) - deu aos indianos papéis limitados nas legislaturas central e provincial. Índios de classe alta, proprietários de terras ricos e empresários foram favorecidos. A comunidade muçulmana tornou-se um eleitorado separado e recebeu dupla representação. As metas eram bastante conservadoras, mas promoveram o princípio eletivo.
A divisão de Bengala foi rescindida em 1911 e anunciada em Delhi Durbar, onde o rei Jorge V compareceu pessoalmente e foi coroado imperador da Índia. Ele anunciou que a capital seria transferida de Calcutá para Delhi. Este período viu um aumento nas atividades de grupos revolucionários, que incluíam o Anushilan Samiti de Bengala e o Partido Ghadar do Punjab. No entanto, as autoridades britânicas conseguiram esmagar rapidamente os rebeldes violentos, em parte porque a maioria dos políticos indianos instruídos se opôs à revolução violenta.

### 1914–1918: Primeira Guerra Mundial, Pacto de Lucknow, ligas de Home Rule
| {{{caption}}} |
| Khudadad Khan, o primeiro indiano a receber a Victoria Cross, nasceu no distrito de Chakwal, Punjab (atual Paquistão). |

| {{{caption}}} |
| Auxiliares médicos indianos da Força Expedicionária da Mesopotâmia na Mesopotâmia durante a Primeira Guerra Mundial |

| {{{caption}}} |
| Annie Besant mostrada com os teosofistas em Adyar, Madras, em 1912, quatro anos antes de fundar uma Liga Indiana de Home Rule |

A Primeira Guerra Mundial provaria ser um divisor de águas na relação imperial entre a Grã-Bretanha e a Índia. Pouco antes do início da guerra, o governo da Índia indicou que poderia fornecer duas divisões mais uma brigada de cavalaria, com mais uma divisão em caso de emergência. Cerca de 1,4 milhões de soldados indianos e britânicos do Exército Indiano Britânico participaram da guerra, principalmente no Iraque e no Oriente Médio. A sua participação teve repercussões culturais mais amplas à medida que se espalhavam notícias sobre a bravura com que os soldados lutaram e morreram ao lado dos soldados britânicos, bem como de soldados de domínios como o Canadá e a Austrália. O perfil internacional da Índia aumentou durante a década de 1920, quando se tornou membro fundador da Liga das Nações em 1920 e participou, sob o nome de "Les Indes Anglaises" (Índia Britânica), nos Jogos Olímpicos de Verão de 1920 em Antuérpia. De volta à Índia, especialmente entre os líderes do Congresso Nacional Indiano, a guerra levou a apelos por um maior autogoverno para os indianos.
No início da Primeira Guerra Mundial, a transferência da maior parte do exército britânico na Índia para a Europa e Mesopotâmia, levou o vice-rei anterior, Lord Harding, a preocupar-se com os "riscos envolvidos em despojar as tropas da Índia". A violência revolucionária já era uma preocupação na Índia britânica; consequentemente, em 1915, para fortalecer os seus poderes durante o que viu ser um período de maior vulnerabilidade, o Governo da Índia aprovou a Lei de Defesa da Índia de 1915, que lhe permitiu internar dissidentes politicamente perigosos sem o devido processo, e aumentou o poder que lhe era devido. já tinha – ao abrigo da Lei de Imprensa de 1910 – tanto a prisão de jornalistas sem julgamento como a censura da imprensa. Foi sob a lei de Defesa da Índia que os irmãos Ali foram presos em 1916, e Annie Besant, uma mulher europeia, e normalmente mais problemática para a prisão, foi presa em 1917. Agora, à medida que a reforma constitucional começou a ser discutida a sério, os britânicos começaram a considerar como os novos indianos moderados poderiam ser trazidos para o seio da política constitucional e, simultaneamente, como a mão dos constitucionalistas estabelecidos poderia ser reforçada. No entanto, uma vez que o Governo da Índia queria evitar qualquer sabotagem do processo de reforma por parte de extremistas, e uma vez que o seu plano de reforma foi concebido durante uma época em que a violência extremista tinha diminuído em resultado do aumento do controlo governamental, também começou a considerar como alguns dos seus poderes em tempos de guerra poderiam ser alargados a tempos de paz.
Após a divisão de 1906 entre os moderados e os extremistas no Congresso Nacional Indiano, a actividade política organizada pelo Congresso permaneceu fragmentada até 1914, quando Bal Gangadhar Tilak foi libertado da prisão e começou a sondar outros líderes do Congresso sobre uma possível reunificação. Isso, no entanto, teve que esperar até o desaparecimento dos principais oponentes moderados de Tilak, Gopal Krishna Gokhale e Pherozeshah Mehta, em 1915, quando um acordo foi alcançado para o grupo deposto de Tilak reentrar no Congresso. Na sessão do Congresso de Lucknow em 1916, os apoiadores de Tilak conseguiram aprovar uma resolução mais radical que pedia aos britânicos que declarassem que era seu "objetivo e intenção... para conferir autogoverno à Índia o mais cedo possível". Logo, outros rumores semelhantes começaram a aparecer em pronunciamentos públicos: em 1917, no Conselho Legislativo Imperial, Madan Mohan Malaviya falou das expectativas que a guerra havia gerado na Índia: "Arrisco-me a dizer que a guerra acertou o relógio...cinquenta anos à frente... (As) reformas após a guerra terão que ser tais... como irá satisfazer as aspirações do seu povo (da Índia) de assumir o seu papel legítimo na administração do seu próprio país".
A Sessão do Congresso de Lucknow de 1916 foi também palco de um esforço mútuo imprevisto do Congresso e da Liga Muçulmana, cuja ocasião foi proporcionada pela parceria durante a guerra entre a Alemanha e a Turquia. Como o Sultão Turco, ou Califa, também reivindicou esporadicamente a tutela dos locais sagrados islâmicos de Meca, Medina e Jerusalém, e como os britânicos e os seus aliados estavam agora em conflito com a Turquia, as dúvidas começaram a aumentar entre alguns muçulmanos indianos sobre a "neutralidade religiosa" dos britânicos, dúvidas que já surgiram com a reunificação de Bengala em 1911, decisão que foi vista como mal-intencionada pelos muçulmanos. No Pacto de Lucknow, a Liga juntou-se ao Congresso na proposta de maior autogoverno que foi defendida por Tilak e seus apoiadores; em troca, o Congresso aceitou eleitorados separados para os muçulmanos nas legislaturas provinciais, bem como no Conselho Legislativo Imperial. Em 1916, a Liga Muçulmana tinha algo entre 500 e 800 membros e ainda não tinha o maior número de seguidores entre os muçulmanos indianos que desfrutou em anos posteriores; na própria Liga, o pacto não teve apoio unânime, tendo sido em grande parte negociado por um grupo de muçulmanos do “Partido Jovem” das Províncias Unidas (UP), principalmente dois irmãos Muhammad e Shaukat Ali, que abraçaram a causa Pan-islâmica; no entanto, teve o apoio de um jovem advogado de Bombaim, Muhammad Ali Jinnah, que mais tarde ascenderia a cargos de liderança tanto na Liga como no movimento de independência da Índia. Nos anos posteriores, à medida que se desenrolavam todas as ramificações do pacto, este foi visto como beneficiando mais as elites minoritárias muçulmanas de províncias como UP e Bihar do que as maiorias muçulmanas de Punjab e Bengala; no entanto, na época, o "Pacto de Lucknow" foi um marco importante na agitação nacionalista e foi visto como tal pelos britânicos.
Durante 1916, duas Ligas de Home Rule foram fundadas dentro do Congresso Nacional Indiano por Tilak e Annie Besant, respectivamente, para promover o Home Rule entre os indianos, e também para elevar a estatura dos fundadores dentro do próprio Congresso. Besant, por sua vez, também fez questão de demonstrar a superioridade desta nova forma de agitação organizada, que alcançou algum sucesso no movimento de governo interno irlandês, sobre a violência política que assolou intermitentemente o subcontinente durante os anos 1907-1914. As duas Ligas concentraram a sua atenção em regiões geográficas complementares: a de Tilak, no oeste da Índia, na presidência do sul de Bombaim, e a de Besant, no resto do país, mas especialmente na presidência de Madras e em regiões como Sind e Gujarat que até então eram consideradas politicamente adormecido pelo Congresso. Ambas as ligas adquiriram rapidamente novos membros – aproximadamente trinta mil cada um em pouco mais de um ano – e começaram a publicar jornais baratos. A sua propaganda também se voltou para cartazes, panfletos e canções político-religiosas, e mais tarde para reuniões de massa, que não só atraíram um número maior do que nas sessões anteriores do Congresso, mas também grupos sociais inteiramente novos, como não-brâmanes, comerciantes, agricultores, estudantes. e funcionários governamentais de nível inferior.  Embora não tenham alcançado a magnitude ou o carácter de um movimento de massas a nível nacional, as ligas do Home Rule aprofundaram e ampliaram a agitação política organizada pelo autogoverno na Índia. As autoridades britânicas reagiram impondo restrições às Ligas, incluindo a exclusão de estudantes das reuniões e a proibição de os dois líderes viajarem para certas províncias.

### 1915–1918: Retorno de Gandhi

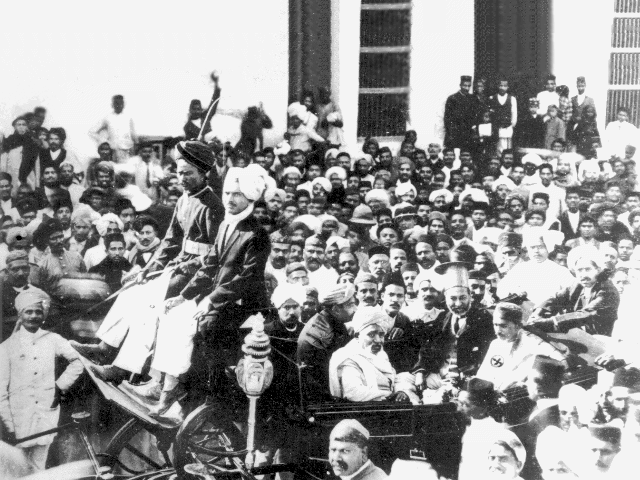
Mahatma Gandhi (sentado na carruagem, à direita, olhos baixos, chapéu preto) recebendo uma grande recepção em Karachi em 1916, após seu retorno da África do Sul à Índia

O ano de 1915 também viu o retorno de Mohandas Karamchand Gandhi à Índia. Já conhecido na Índia como resultado dos seus protestos pelas liberdades civis em nome dos indianos na África do Sul, Gandhi seguiu o conselho do seu mentor Gopal Krishna Gokhale e optou por não fazer quaisquer pronunciamentos públicos durante o primeiro ano do seu regresso, mas em vez disso passou o ano viajando, observando o país em primeira mão e escrevendo. Anteriormente, durante a sua estada na África do Sul, Gandhi, advogado de profissão, representou uma comunidade indiana que, embora pequena, era suficientemente diversificada para ser um microcosmo da própria Índia. Ao enfrentar o desafio de manter esta comunidade unida e simultaneamente confrontar a autoridade colonial, ele criou uma técnica de resistência não violenta, que chamou de Satyagraha (ou Luta pela Verdade). Para Gandhi, Satyagraha era diferente da “resistência passiva”, então uma técnica familiar de protesto social, que ele considerava uma estratégia prática adoptada pelos fracos face à força superior; Satyagraha, por outro lado, era para ele o “último recurso daqueles que são suficientemente fortes no seu compromisso com a verdade para sofrerem pela sua causa”.  Ahimsa ou "não-violência", que formou a base do Satyagraha, passou a representar o pilar gêmeo, com a Verdade, da visão religiosa pouco ortodoxa de Gandhi sobre a vida. Durante os anos de 1907 a 1914, Gandhi testou a técnica de Satyagraha em uma série de protestos em nome da comunidade indiana na África do Sul contra as leis raciais injustas.

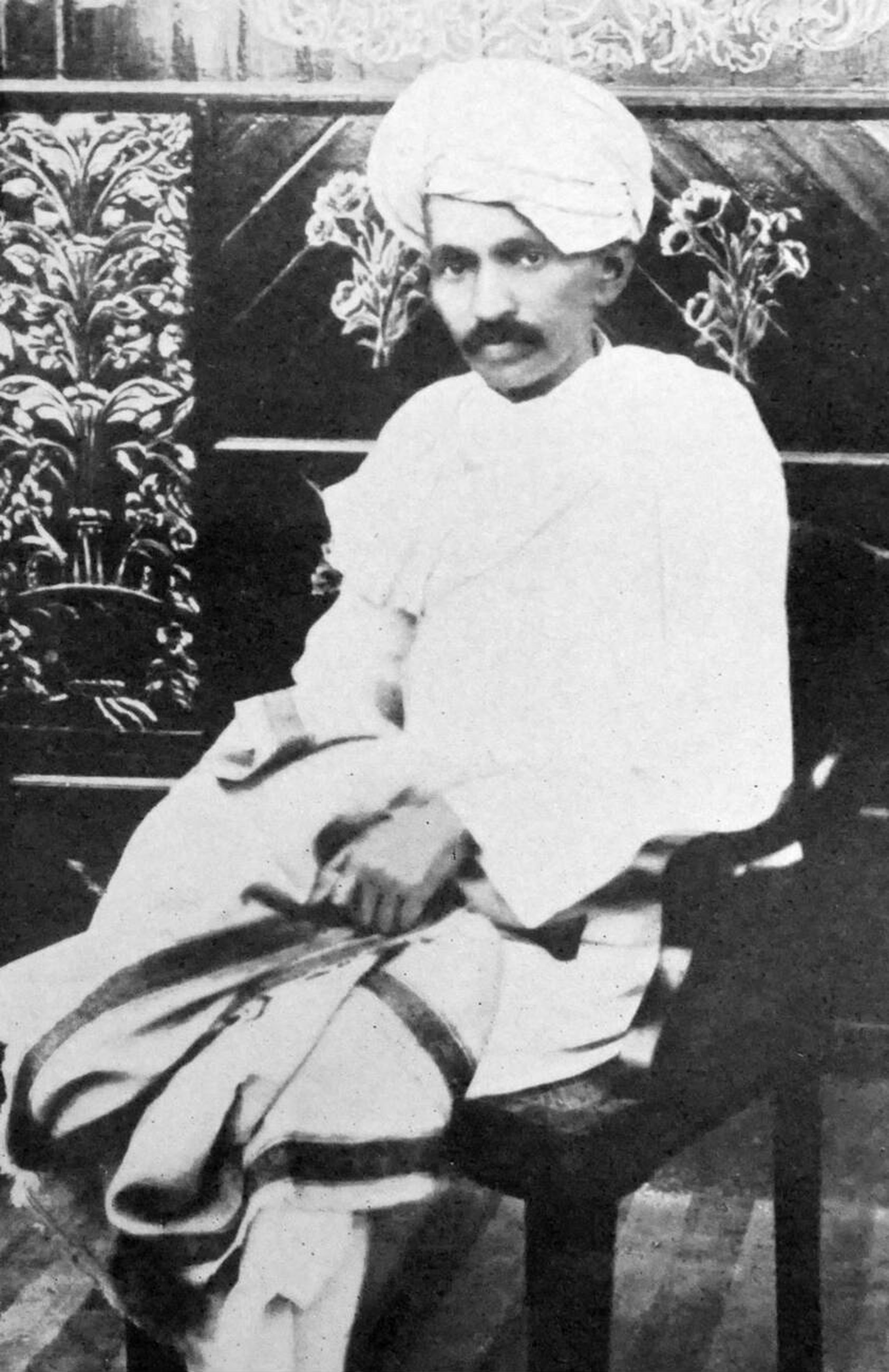
Gandhi na época do Kheda Satyagraha, 1918

Além disso, durante sua estada na África do Sul, em seu ensaio Hind Swaraj (1909), Gandhi formulou sua visão de Swaraj, ou "autogoverno" para a Índia, com base em três ingredientes vitais: solidariedade entre indianos de diferentes religiões, mas a maioria de tudo entre hindus e muçulmanos; a remoção da intocabilidade da sociedade indiana; e o exercício do swadeshi — o boicote aos produtos manufaturados estrangeiros e o renascimento da indústria caseira indiana. Os dois primeiros, ele sentia, eram essenciais para que a Índia fosse uma sociedade igualitária e tolerante, condizente com os princípios da Verdade e do Ahimsa, enquanto o último, ao tornar os indianos mais autossuficientes, quebraria o ciclo de dependência que estava perpetuando não apenas a direcção e o teor do domínio britânico na Índia, mas também o compromisso britânico com ele.  Pelo menos até 1920, a própria presença britânica não era um obstáculo na concepção de swaraj de Gandhi; antes, foi a incapacidade dos indianos de criar uma sociedade moderna.
Gandhi fez sua estreia política na Índia em 1917, no distrito de Champaran, em Bihar, perto da fronteira com o Nepal, onde foi convidado por um grupo de arrendatários descontentes que, por muitos anos, foram forçados a plantar índigo (para corantes) em uma porção de suas terras e depois vendê-las a preços abaixo do mercado aos proprietários britânicos que lhes haviam arrendado as terras. Ao chegar ao distrito, Gandhi foi acompanhado por outros agitadores, incluindo um jovem líder do Congresso, Rajendra Prasad, de Bihar, que se tornaria um apoiador leal de Gandhi e passaria a desempenhar um papel proeminente no movimento de independência da Índia. Quando Gandhi foi ordenado a sair pelas autoridades britânicas locais, ele recusou por motivos morais, configurando a sua recusa como uma forma de Satyagraha individual. Logo, sob pressão do vice-rei de Delhi, que estava ansioso por manter a paz interna durante a guerra, o governo provincial rescindiu a ordem de expulsão de Gandhi e mais tarde concordou com um inquérito oficial sobre o caso. Embora os proprietários britânicos tenham eventualmente cedido, não foram conquistados para a causa dos agricultores e, portanto, não produziram o resultado ideal de uma Satyagraha que Gandhi esperava; da mesma forma, os próprios agricultores, embora satisfeitos com a resolução, responderam com pouco entusiasmo aos projetos simultâneos de capacitação rural e educação que Gandhi tinha inaugurado em conformidade com o seu ideal de swaraj. No ano seguinte, Gandhi lançou mais dois Satyagrahas - ambos em Gujarat, sua terra natal - um no distrito rural de Kaira, onde agricultores proprietários protestavam contra o aumento da receita fundiária e o outro na cidade de Ahmedabad, onde trabalhadores de uma fábrica têxtil de propriedade indiana estavam angustiados com seus baixos salários. A satyagraha em Ahmedabad assumiu a forma do jejum de Gandhi e do apoio aos trabalhadores numa greve, que acabou por levar a um acordo. Em Kaira, pelo contrário, embora a causa dos agricultores tenha recebido publicidade devido à presença de Gandhi, a própria satyagraha, que consistiu na decisão coletiva dos agricultores de reter o pagamento, não teve sucesso imediato, uma vez que as autoridades britânicas recusaram recuar. A agitação em Kaira rendeu a Gandhi outro tenente vitalício, Sardar Vallabhbhai Patel, que organizou os agricultores e que também desempenharia um papel de liderança no movimento de independência da Índia.

### 1916–1919: Reformas Montagu–Chelmsford
Em 1916, face à nova força demonstrada pelos nacionalistas com a assinatura do Pacto de Lucknow e a fundação das ligas Home Rule, e a constatação, após o desastre na campanha da Mesopotâmia, de que a guerra provavelmente duraria mais tempo, o o novo vice-rei, Lord Chelmsford, advertiu que o governo da Índia precisava ser mais receptivo à opinião indiana. No final do ano, após discussões com o governo em Londres, ele sugeriu que os britânicos demonstrassem a sua boa fé – à luz do papel da Índia na guerra – através de uma série de ações públicas, incluindo atribuição de títulos e honras a príncipes, concessão de de comissões no exército aos indianos, e a eliminação do tão criticado imposto especial sobre o consumo de algodão, mas, mais importante ainda, um anúncio dos planos futuros da Grã-Bretanha para a Índia e uma indicação de algumas medidas concretas. Depois de mais discussões, em agosto de 1917, o novo secretário de estado liberal da Índia, Edwin Montagu, anunciou o objetivo britânico de "aumentar a associação de indianos em todos os ramos da administração e o desenvolvimento gradual de instituições autônomas, com vista a para a realização progressiva de um governo responsável na Índia como parte integrante do Império Britânico". Embora o plano inicialmente previsse um autogoverno limitado apenas nas províncias – com a Índia enfaticamente dentro do Império Britânico – representou a primeira proposta britânica para qualquer forma de governo representativo numa colônia não-branca.
Montagu e Chelmsford apresentaram seu relatório em julho de 1918, após uma longa viagem de investigação pela Índia no inverno anterior.  Depois de mais discussões por parte do governo e do parlamento na Grã-Bretanha, e outra visita do Comitê de Franquias e Funções com o propósito de identificar quem entre a população indiana poderia votar em eleições futuras, a Lei do Governo da Índia de 1919 (também conhecida como Reformas Montagu-Chelmsford) foi aprovada em dezembro de 1919. A nova lei ampliou os conselhos legislativos provinciais e imperiais e revogou o recurso do governo da Índia à "maioria oficial" em votos desfavoráveis. Embora departamentos como defesa, relações exteriores, direito penal, comunicações e imposto de renda tenham sido retidos pelo vice-rei e pelo governo central em Nova Delhi, outros departamentos como saúde pública, educação, receita fundiária e governo autônomo local foram transferidos para o províncias. As próprias províncias seriam agora administradas sob um novo sistema diarquico, em que algumas áreas como a educação, a agricultura, o desenvolvimento de infraestruturas e o autogoverno local se tornaram a exclusividade dos ministros e legisladores indianos e, em última análise, dos eleitorados indianos, enquanto outras como a irrigação, a receita fundiária, a polícia, as prisões e o controle da mídia permaneceram sob a alçada do governador britânico e de seu conselho executivo. A nova lei também facilitou a admissão de índios no serviço público e no corpo de oficiais do exército.
Um número maior de indianos estava agora emancipado, embora, para votar a nível nacional, constituíssem apenas 10% do total da população masculina adulta, muitos dos quais ainda eram analfabetos.  Nas legislaturas provinciais, os britânicos continuaram a exercer algum controlo, reservando assentos para interesses especiais que consideravam cooperativos ou úteis. Em particular, aos candidatos rurais, geralmente simpáticos ao domínio britânico e menos conflituosos, foram atribuídos mais assentos do que os seus homólogos urbanos. Os assentos também foram reservados para não-brâmanes, proprietários de terras, empresários e graduados universitários. O princípio da "representação comunal", parte integrante das Reformas Minto-Morley e, mais recentemente, do Pacto de Lucknow entre Congresso e Liga Muçulmana, foi reafirmado, com assentos reservados para muçulmanos, sikhs, cristãos indianos, anglo-indianos e europeus domiciliados, em conselhos legislativos provinciais e imperiais. As reformas Montagu-Chelmsford ofereceram aos indianos a oportunidade mais significativa até então para exercer o poder legislativo, especialmente a nível provincial; no entanto, essa oportunidade também foi restringida pelo número ainda limitado de eleitores elegíveis, pelos pequenos orçamentos disponíveis para as legislaturas provinciais e pela presença de assentos rurais e de interesse especial que eram vistos como instrumentos do controlo britânico. O seu alcance foi insatisfatório para a liderança política indiana, o que ficou famoso por ser expresso por Annie Besant como algo "indigno de a Inglaterra oferecer e de a Índia aceitar".

### 1917–1919: Lei Rowlatt

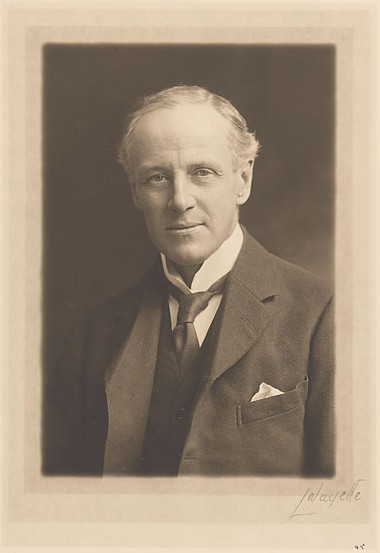
Sidney Rowlatt, o juiz britânico sob cuja presidência o Comitê Rowlatt recomendou leis anti-sedição mais rigorosas

Em 1917, enquanto Montagu e Chelmsford compilavam o seu relatório, um comité presidido por um juiz britânico, Sidney Rowlatt, foi encarregado de investigar "conspirações revolucionárias", com o objectivo não declarado de alargar os poderes do governo durante a guerra. O Comité Rowlatt apresentou o seu relatório em julho de 1918 e identificou três regiões de insurgência conspiratória: Bengala, a presidência de Bombaim, e o Punjab.  Para combater actos subversivos nestas regiões, o comité recomendou que o governo usasse poderes de emergência semelhantes aos da sua autoridade em tempo de guerra, que incluíam a capacidade de julgar casos de sedição por um painel de três juízes e sem júris, cobrança de títulos de suspeitos, supervisão governamental de residências de suspeitos, e o poder dos governos provinciais para prender e deter suspeitos em centros de detenção de curta duração e sem julgamento.

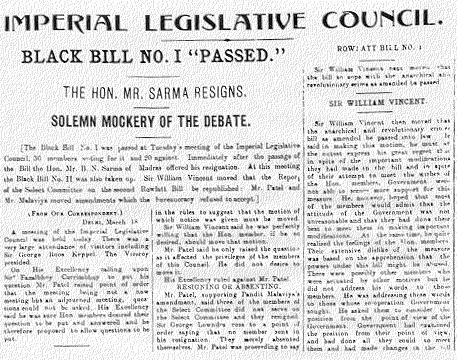
Manchetes sobre Rowlatt Bills (1919) de um jornal nacionalista na Índia. Embora todos os indianos não oficiais no Conselho Legislativo tenham votado contra os projetos de lei Rowlatt, o governo conseguiu forçar sua aprovação usando a maioria.

Com o fim da Primeira Guerra Mundial, houve também uma mudança no clima económico. No final de 1919, 1,5 milhões de indianos serviram nas forças armadas em funções de combatentes ou não-combatentes, e a Índia forneceu £ 146 milhões em receitas para a guerra.  O aumento dos impostos, juntamente com as perturbações no comércio interno e internacional, tiveram o efeito de aproximadamente duplicar o índice de preços globais na Índia entre 1914 e 1920.  O regresso dos veteranos de guerra, especialmente no Punjab, criou uma crescente crise de desemprego, e a inflação do pós-guerra levou a tumultos alimentares nas províncias de Bombaim, Madras e Bengala, uma situação que só foi agravada pelo fracasso de as monções de 1918–19 e pela especulação. A epidemia global de gripe e a Revolução Bolchevique de 1917 aumentaram o nervosismo geral; o primeiro entre a população que já enfrenta problemas econômicos,  e o último entre funcionários do governo, temendo uma revolução semelhante na Índia. 
Para combater o que considerava uma crise iminente, o governo redigiu agora as recomendações do comité Rowlatt em dois projetos de lei Rowlatt. Embora os projetos de lei tenham sido autorizados para consideração legislativa por Edwin Montagu, eles foram feitos de má vontade, com a declaração que os acompanha: "Detesto a sugestão à primeira vista de preservar a Lei de Defesa da Índia em tempos de paz, na medida em que Rowlatt e seus amigos pensam necessário". Na discussão e votação que se seguiu no Conselho Legislativo Imperial, todos os membros indianos expressaram oposição aos projetos de lei. O governo da Índia foi, no entanto, capaz de usar a sua "maioria oficial" para garantir a aprovação dos projetos de lei no início de 1919. No entanto, o que foi aprovado, em deferência à oposição indiana, foi uma versão menor do primeiro projecto de lei, que agora permitia poderes extrajudiciais, mas por um período de exactamente três anos e para a acusação apenas de "movimentos anárquicos e revolucionários", eliminando inteiramente o segundo projeto de lei envolvendo a modificação do Código Penal Indiano.  Mesmo assim, quando foi aprovada, a nova Lei Rowlatt despertou indignação generalizada em toda a Índia e colocou Gandhi na vanguarda do movimento nacionalista. 

### 1919–1939: Jallianwala, não cooperação, Lei GOI de 1935

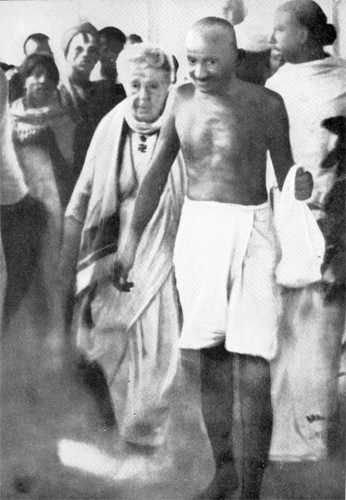
Gandhi com Besant a caminho de uma reunião em Madras, em setembro de 1921. Anteriormente, em Madurai, em 21 de setembro de 1921, Gandhi adotou a tanga em identificação com os pobres da Índia.

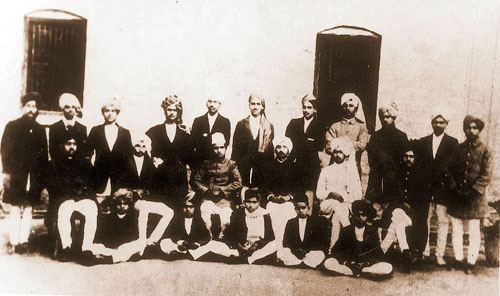
Funcionários e alunos, National College, Lahore, fundado em 1921 por Lala Lajpat Rai após o movimento de não cooperação. Em pé, o quarto a partir da direita está Bhagat Singh.

O massacre de Jallianwala Bagh ou "massacre de Amritsar" ocorreu no jardim público de Jallianwala Bagh, na cidade predominantemente sikh de Amritsar, no norte. Após dias de agitação, o Brigadeiro-General Reginald E.H. Dyer proibiu reuniões públicas e no domingo, 13 de abril de 1919, cinquenta soldados do Exército Indiano Britânico comandados por Dyer começaram a atirar em uma reunião desarmada de milhares de homens, mulheres e crianças sem aviso prévio. As estimativas de vítimas variam amplamente, com o Governo da Índia relatando 379 mortos, com 1.100 ferido.  O Congresso Nacional Indiano estimou três vezes o número de mortos. Dyer foi afastado do cargo, mas se tornou um herói célebre na Grã-Bretanha entre pessoas com conexões com o Raj. Os historiadores consideram que o episódio foi um passo decisivo para o fim do domínio britânico na Índia.

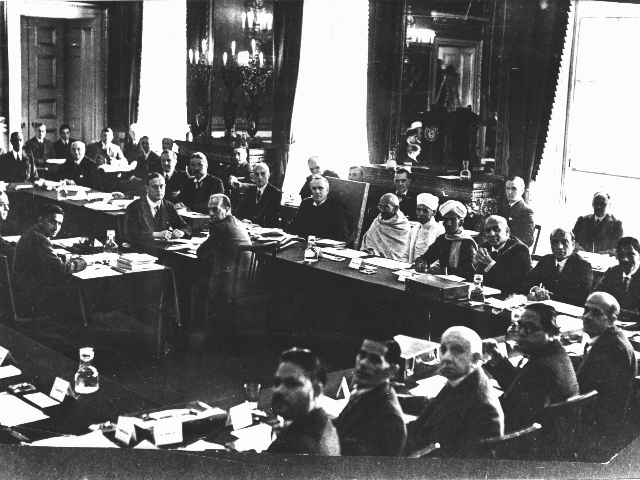
O primeiro-ministro britânico, Ramsay MacDonald, três lugares à direita de Gandhi (à esquerda do espectador) na 2ª Mesa Redonda. Samuel Hoare está dois lugares à direita de Gandhi. Em primeiro plano, o quarto a partir da esquerda, está B. R. Ambedkar representando as "Classes Deprimidas".

Em 1920, depois de o governo britânico se ter recusado a recuar, Gandhi iniciou a sua campanha de não cooperação, levando muitos indianos a devolverem prémios e honras britânicos, a demitirem-se dos serviços públicos e a boicotarem novamente os produtos britânicos. Além disso, Gandhi reorganizou o Congresso, transformando-o num movimento de massas e abrindo a sua adesão até aos indianos mais pobres. Embora Gandhi tenha interrompido o movimento de não cooperação em 1922 após o violento incidente em Chauri Chaura, o movimento reviveu novamente, em meados da década de 1920.
A visita, em 1928, da Comissão Simon britânica, encarregada de instituir a reforma constitucional na Índia, resultou em protestos generalizados em todo o país. Anteriormente, em 1925, os protestos não violentos do Congresso também foram retomados, desta vez em Gujarat, e liderados por Patel, que organizou os agricultores para recusarem o pagamento do aumento dos impostos sobre a terra; o sucesso deste protesto, o Bardoli Satyagraha, trouxe Gandhi de volta ao seio da política ativa.
Na sua sessão anual em Lahore, o Congresso Nacional Indiano, sob a presidência de Jawaharlal Nehru, emitiu uma exigência de Purna Swaraj (língua hindustani: "independência completa"), ou Purna Swarajya. A declaração foi redigida pelo Comitê de Trabalho do Congresso, que incluía Gandhi, Nehru, Patel e Chakravarthi Rajagopalachari. Gandhi posteriormente liderou um movimento ampliado de desobediência civil, culminando em 1930 com a Marcha do Sal, no qual milhares de indianos desafiaram o imposto sobre o sal, marchando para o mar e produzindo o seu próprio sal através da evaporação da água do mar. Embora muitos, incluindo Gandhi, tenham sido presos, o governo britânico acabou cedendo e, em 1931, Gandhi viajou para Londres para negociar uma nova reforma nas Conferências da Mesa Redonda. 

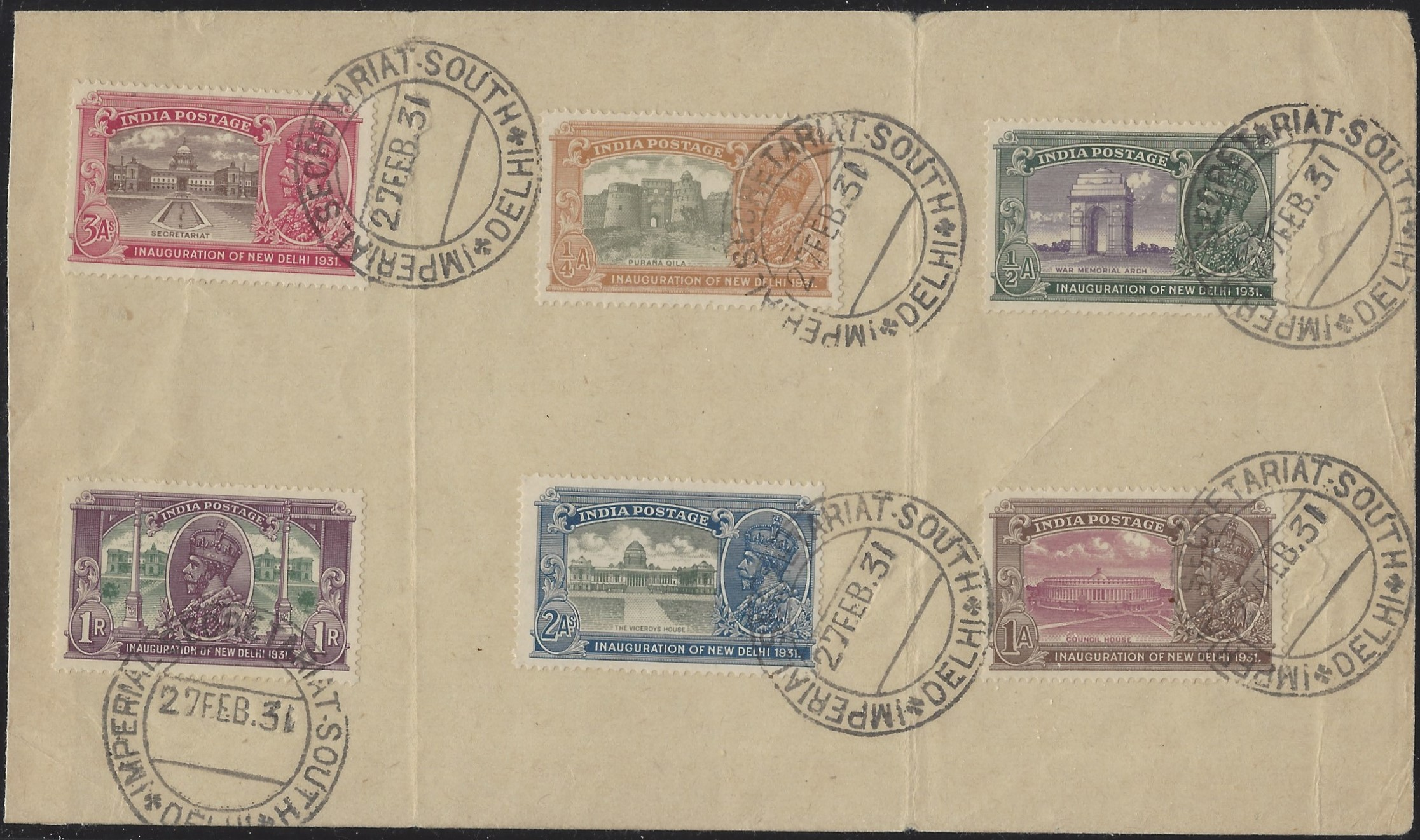
Cancelamento no segundo dia da série "Inauguração de Nova Delhi", 27 de fevereiro de 1931, comemorando a nova cidade projetada por Sir Edwin Lutyens e Sir Herbert Baker

Em termos locais, o controlo britânico repousava sobre a Função Pública Indiana (ICS), mas enfrentava dificuldades crescentes. Cada vez menos jovens na Grã-Bretanha estavam interessados em aderir, e a contínua desconfiança dos indianos resultou num declínio da base em termos de qualidade e quantidade. Em 1945, os indianos eram numericamente dominantes no ICS e a questão era a lealdade dividida entre o Império e a independência. As finanças do Raj dependiam dos impostos sobre a terra, e estes tornaram-se problemáticos na década de 1930. Epstein argumenta que depois de 1919 ficou cada vez mais difícil arrecadar as receitas da terra. A supressão da desobediência civil pelo Raj depois de 1934 aumentou temporariamente o poder dos agentes fiscais, mas depois de 1937 eles foram forçados pelos novos governos provinciais controlados pelo Congresso a devolver as terras confiscadas. Mais uma vez, a eclosão da guerra fortaleceu-os, face ao movimento de Abandono da Índia, os coletores de receitas tiveram de contar com a força militar e, por volta de 1946-47, o controlo britânico direto estava a desaparecer rapidamente em grande parte do campo.

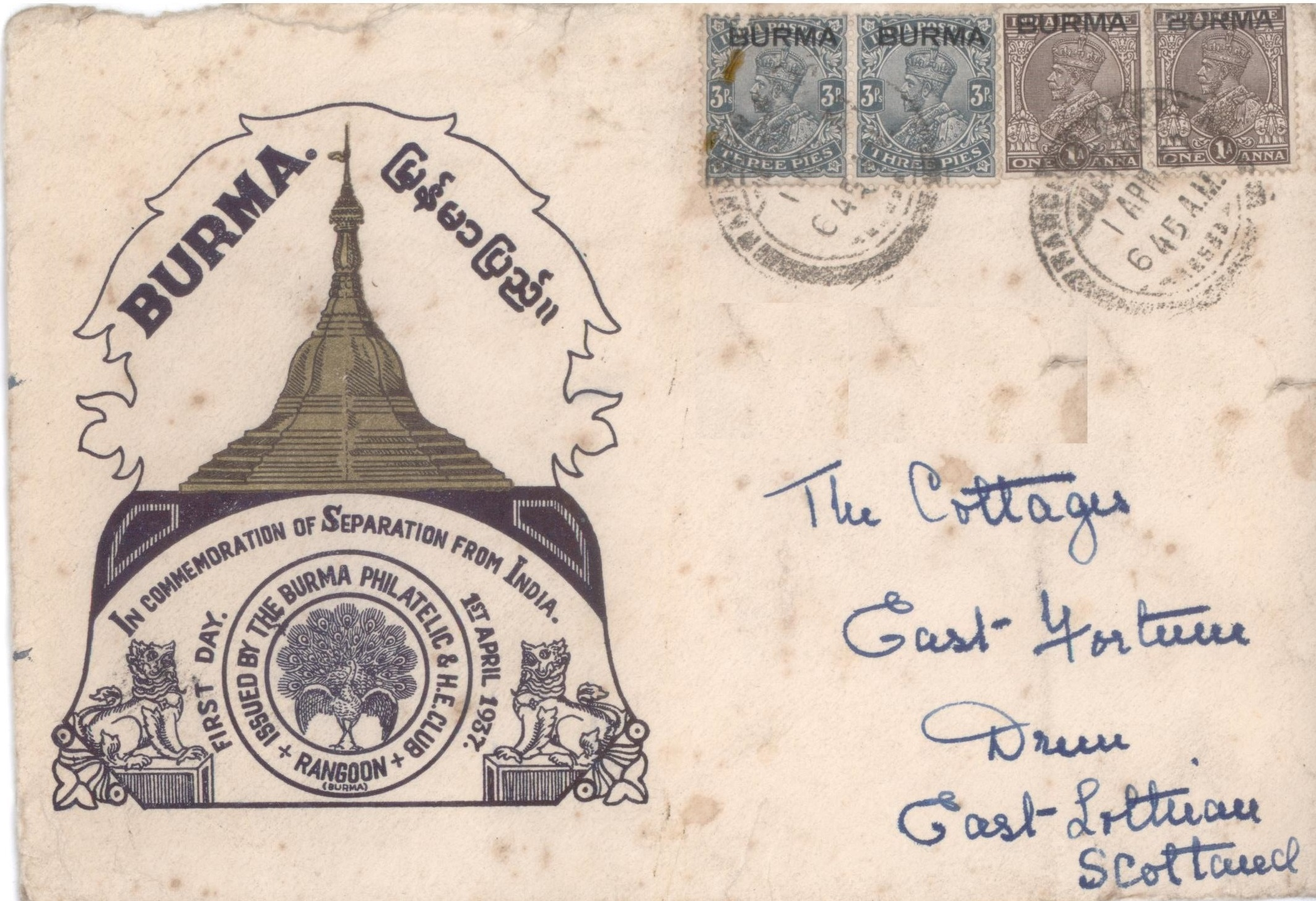
Uma capa do primeiro dia emitida em 1º de abril de 1937, comemorando a separação da Birmânia do Império Indiano Britânico

Em 1935, após as Conferências da Mesa Redonda, o Parlamento aprovou a Lei do Governo da Índia de 1935, que autorizou o estabelecimento de assembleias legislativas independentes em todas as províncias da Índia Britânica, a criação de um governo central incorporando tanto as províncias britânicas como os estados principescos, e a proteção das minorias muçulmanas. A futura Constituição da Índia independente baseou-se neste ato. No entanto, dividiu o eleitorado em 19 categorias religiosas e sociais, por exemplo, muçulmanos, sikhs, cristãos indianos, classes deprimidas, proprietários de terras, comércio e indústria, europeus, anglo-indianos, etc., cada um dos quais recebeu representação separada no Provincial. Assembleias Legislativas. Um eleitor poderia votar apenas em candidatos de sua própria categoria.
A Lei de 1935 previa mais autonomia para as províncias indianas, com o objetivo de acalmar o sentimento nacionalista. A lei previa um parlamento nacional e um poder executivo sob a alçada do governo britânico, mas os governantes dos estados principescos conseguiram bloquear a sua implementação. Esses estados permaneceram sob o controle total dos seus governantes hereditários, sem governo popular. Para se preparar para as eleições, o Congresso aumentou o número de membros de base de 473 000 em 1935 para 4,5 milhões em 1939.
Nas eleições de 1937, o Congresso obteve vitórias em sete das onze províncias da Índia britânica. Governos do Congresso, com amplos poderes, foram formados nessas províncias. O amplo apoio dos eleitores ao Congresso Nacional Indiano surpreendeu as autoridades do Raj, que anteriormente viam o Congresso como um pequeno órgão elitista. Os britânicos separaram a província da Birmânia da Índia britânica em 1937 e concederam à colónia uma nova constituição que exigia uma assembleia totalmente eleita, com muitos poderes dados aos birmaneses, mas esta provou ser uma questão controversa como uma manobra para excluir os birmaneses de quaisquer futuras reformas indianas.

### 1939–1945: Segunda Guerra Mundial

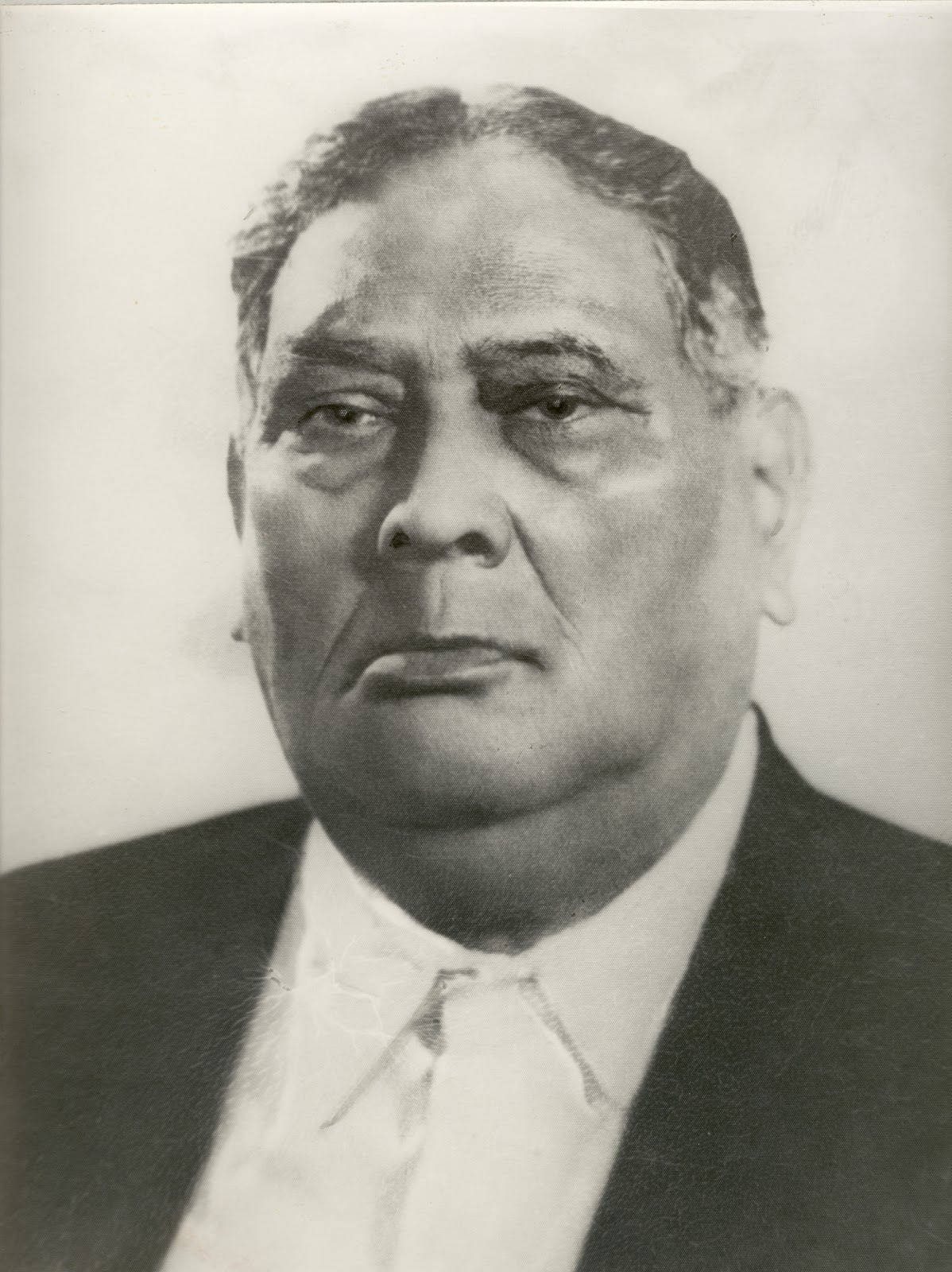
A. K. Fazlul Huq, conhecido como Sher-e-Bangla ou Tigre de Bengala, foi o primeiro primeiro-ministro eleito de Bengala, líder do KPP e um importante aliado da Liga Muçulmana de Toda a Índia.

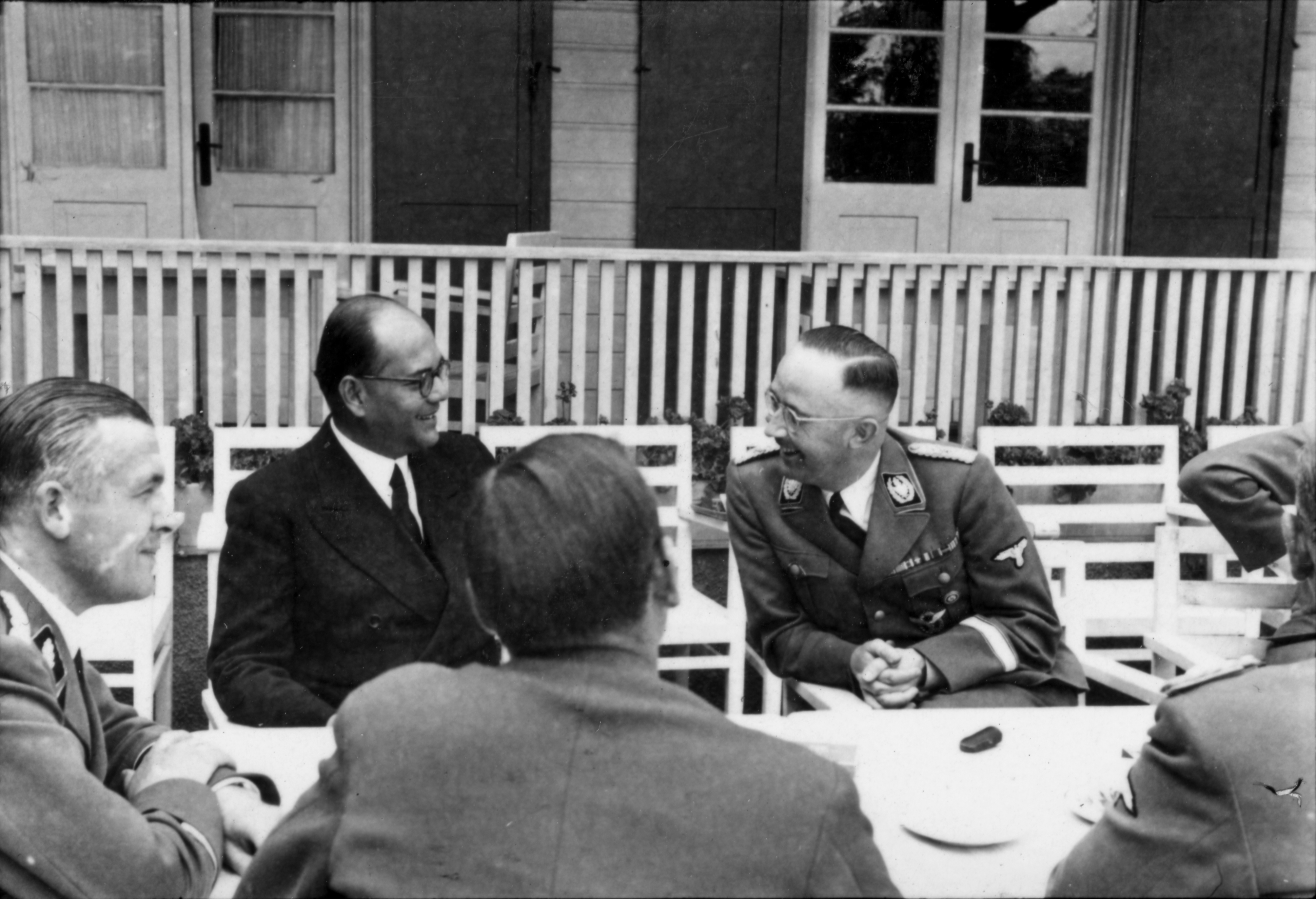
Subhas Chandra Bose (segundo da esquerda) com Heinrich Himmler (direita), 1942

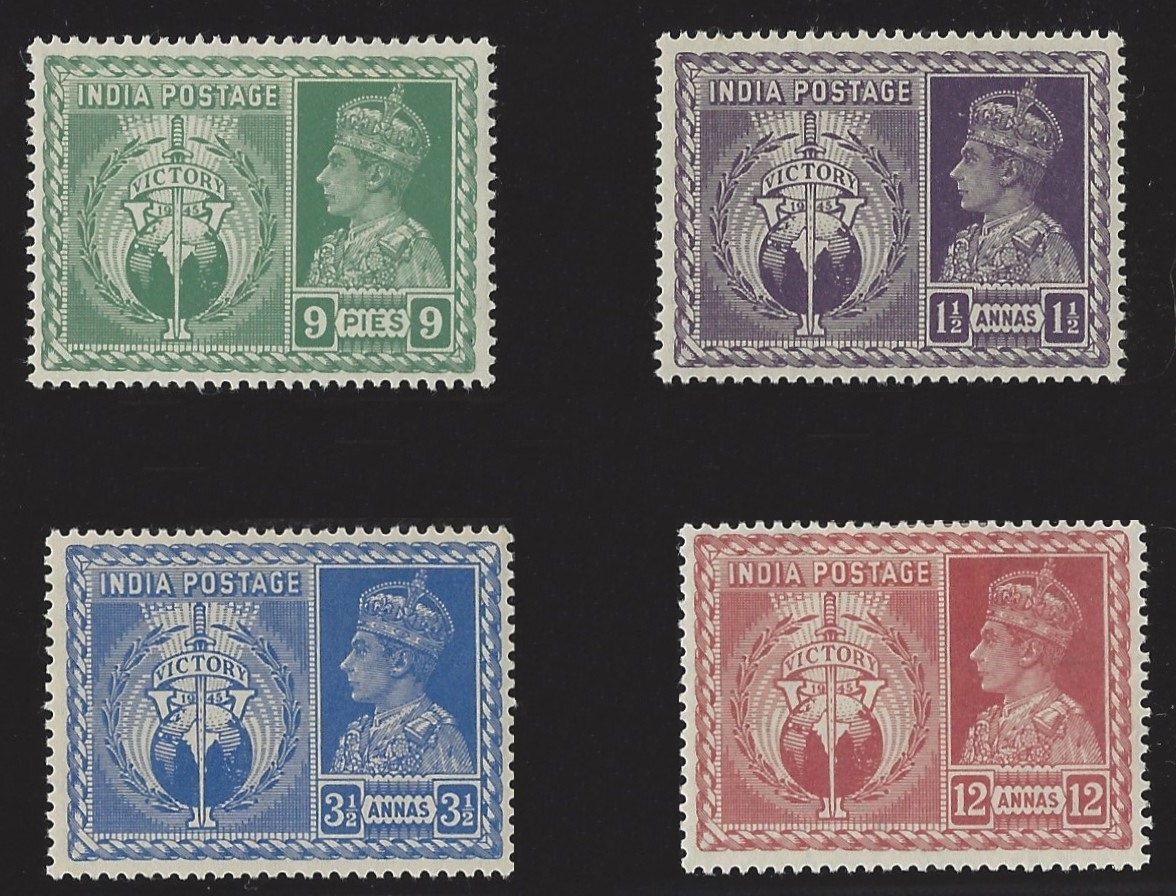
A série de selos, "Vitória", emitida pelo Governo da Índia para comemorar a vitória aliada na Segunda Guerra Mundial

Com a eclosão da Segunda Guerra Mundial em 1939, o vice-rei, Lord Linlithgow, declarou guerra em nome da Índia sem consultar os líderes indianos, levando os ministérios provinciais do Congresso a renunciarem em protesto. A Liga Muçulmana, em contraste, apoiou a Grã-Bretanha no esforço de guerra e manteve o controlo do governo em três províncias principais, Bengala, Sind e Punjab.
Embora a Liga Muçulmana fosse um pequeno grupo de elite em 1927, com apenas 1 300 membros, cresceu rapidamente quando se tornou uma organização que alcançava as massas, atingindo 500 000 membros em Bengala em 1944, 200.000 em Punjab e centenas de milhares em outros lugares. Jinnah agora estava bem posicionado para negociar com os britânicos a partir de uma posição de poder. Jinnah alertou repetidamente que os muçulmanos seriam tratados injustamente numa Índia independente dominada pelo Congresso. Em 24 de março de 1940, em Lahore, a Liga aprovou a "Resolução de Lahore", exigindo que "as áreas em que os muçulmanos são numericamente maioritários, como nas zonas Noroeste e Leste da Índia, deveriam ser agrupadas para constituir estados independentes em que as unidades constituintes serão autônomas e soberanas."  Embora houvesse outros políticos muçulmanos nacionais importantes, como o líder do Congresso Abul Kalam Azad, e políticos muçulmanos regionais influentes, como A. K. Fazlul Huq do partido esquerdista Krishak Praja em Bengala, Fazl-i-Hussain do partido dominado pelos proprietários de terras Partido Unionista de Punjab, e Abd al-Ghaffar Khan do pró-Congresso Khudai Khidmatgar (popularmente, "camisas vermelhas") na Província da Fronteira Noroeste, os britânicos, nos seis anos seguintes, veriam cada vez mais a Liga como o principal representante da Índia muçulmana.

O Congresso era secular e se opunha fortemente a qualquer estado religioso. Insistiu que havia uma unidade natural na Índia e culpou repetidamente os britânicos pelas tácticas de "dividir para governar" baseadas em levar os muçulmanos a considerarem-se estranhos aos hindus. Jinnah rejeitou a noção de uma Índia unida e enfatizou que as comunidades religiosas eram mais básicas do que um nacionalismo artificial. Ele proclamou a Teoria das Duas Nações,  afirmando em Lahore em 23 de março de 1940:
[Islã e Hinduísmo] não são religiões no sentido estrito da palavra, mas são, de facto, ordens sociais diferentes e distintas e é um sonho que os Hindus e os Muçulmanos possam algum dia desenvolver uma nacionalidade comum... O Hindu e o Muçulmano pertencem a duas religiões, filosofias, costumes sociais e literatura diferentes [sic]. Eles não se casam nem jantam juntos e, na verdade, pertencem a duas civilizações diferentes que se baseiam principalmente em ideias e concepções conflitantes. Seus aspectos da vida e da vida são diferentes... Unir duas dessas nações sob um único estado, uma como uma minoria numérica e a outra como uma maioria, deve levar ao crescente descontentamento e à destruição final de qualquer tecido que possa ser assim construído. para o governo de tal estado.
Embora o exército regular indiano em 1939 incluísse cerca de 220 000 tropas nativas, expandiu-se dez vezes durante a guerra, e pequenas unidades navais e aéreas foram criadas. Mais de dois milhões de indianos se ofereceram como voluntários para o serviço militar no Exército Britânico. Desempenharam um papel importante em numerosas campanhas, especialmente no Médio Oriente e no Norte de África. As baixas foram moderadas (em termos da guerra mundial), com 24 000 morto; 64 000 feridos; 12 000 desaparecidos (provavelmente mortos) e 60 000 capturado em Singapura em 1942.
Londres pagou a maior parte dos custos do Exército Indiano, o que teve o efeito de eliminar a dívida nacional da Índia; terminou a guerra com um excedente de £ 1 300 milhões. Além disso, os pesados gastos britânicos em munições produzidas na Índia (como uniformes, rifles, metralhadoras, artilharia de campanha e munições) levaram a uma rápida expansão da produção industrial, como têxteis (aumento de 16%), aço (aumento de 18%) e produtos químicos (aumento de 30%). Pequenos navios de guerra foram construídos e uma fábrica de aeronaves foi inaugurada em Bangalore. O sistema ferroviário, com 700 mil funcionários, foi tributado até ao limite à medida que a procura por transporte disparou.
O governo britânico enviou a missão Cripps em 1942 para garantir a cooperação dos nacionalistas indianos no esforço de guerra em troca de uma promessa de independência assim que a guerra terminasse. Altos funcionários da Grã-Bretanha, principalmente o primeiro-ministro Winston Churchill, não apoiaram a Missão Cripps e as negociações com o Congresso logo foram interrompidas.
O Congresso lançou o Movimento Quit India em julho de 1942, exigindo a retirada imediata dos britânicos da Índia ou enfrentaria a desobediência civil em todo o país. Em 8 de agosto, o Raj prendeu todos os líderes do Congresso nacional, provincial e local, detendo dezenas de milhares deles até 1945. O país irrompeu em manifestações violentas lideradas por estudantes e mais tarde por grupos políticos camponeses, especialmente nas Províncias Unidas Orientais, Bihar e Bengala Ocidental. A grande presença do Exército Britânico durante a guerra esmagou o movimento em pouco mais de seis semanas; no entanto, uma parte do movimento formou durante algum tempo um governo provisório clandestino na fronteira com o Nepal. Noutras partes da Índia, o movimento foi menos espontâneo e os protestos menos intensos; no entanto, durou esporadicamente até o verão de 1943.
Anteriormente, Subhas Chandra Bose, que havia sido um líder da ala mais jovem e radical do Congresso Nacional Indiano no final dos anos 1920 e 1930, ascendeu para se tornar presidente do Congresso de 1938 a 1939.  No entanto, ele foi deposto do Congresso em 1939 após divergências com o alto comando,  e posteriormente colocado em prisão domiciliar pelos britânicos antes de escapar da Índia no início de 1941.  Ele recorreu à Alemanha Nazista e ao Japão imperial em busca de ajuda para conquistar a independência da Índia pela força.  Com o apoio japonês, organizou o Exército Nacional Indiano, composto em grande parte por soldados indianos do Exército Indiano Britânico que haviam sido capturados pelos japoneses na Batalha de Singapura. À medida que a guerra se voltou contra eles, os japoneses passaram a apoiar uma série de governos fantoches e provisórios nas regiões capturadas, incluindo os da Birmânia, das Filipinas e do Vientã, e além disso, o Governo Provisório de Azad Hind, presidido por Bose. 

O esforço de Bose, entretanto, durou pouco. Em meados de 1944, o Exército Britânico primeiro interrompeu e depois reverteu a ofensiva japonesa U-Go, iniciando a parte bem-sucedida da Campanha da Birmânia. O Exército Nacional Indiano de Bose desintegrou-se em grande parte durante os combates subsequentes na Birmânia, com os seus elementos restantes rendendo-se com a recaptura de Singapura em setembro de 1945. Bose morreu em agosto devido a queimaduras de terceiro grau sofridas após tentar escapar em um avião japonês sobrecarregado que caiu em Taiwan, o que muitos indianos acreditam que não aconteceu. Embora Bose não tenha tido sucesso, ele despertou sentimentos patrióticos na Índia.
| {{{caption}}} |
| Chaudhry Khaliquzzaman (à esquerda) apoiando a Resolução de Lahore de 1940 da Liga Muçulmana com Muhammad Ali Jinnah (à direita) presidindo e Liaquat Ali Khan (centro) |

| {{{caption}}}                                                         |
| Tropas indianas recém-chegadas ao cais de Singapura, novembro de 1941 |

| {{{caption}}} |
| Tropas do Exército Indiano em ação durante a Operação Crusader na Campanha do Deserto Ocidental no Norte da África em novembro/dezembro de 1941 |

### 1946–1947: Independência, Partição

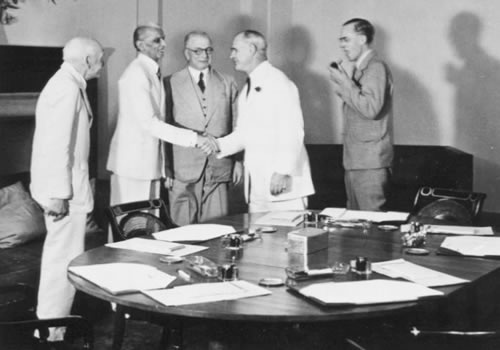
Membros da Missão do Gabinete de 1946 à Índia reunidos com Muhammad Ali Jinnah. Na extrema esquerda está Lord Pethick Lawrence; na extrema direita está Sir Stafford Cripps.

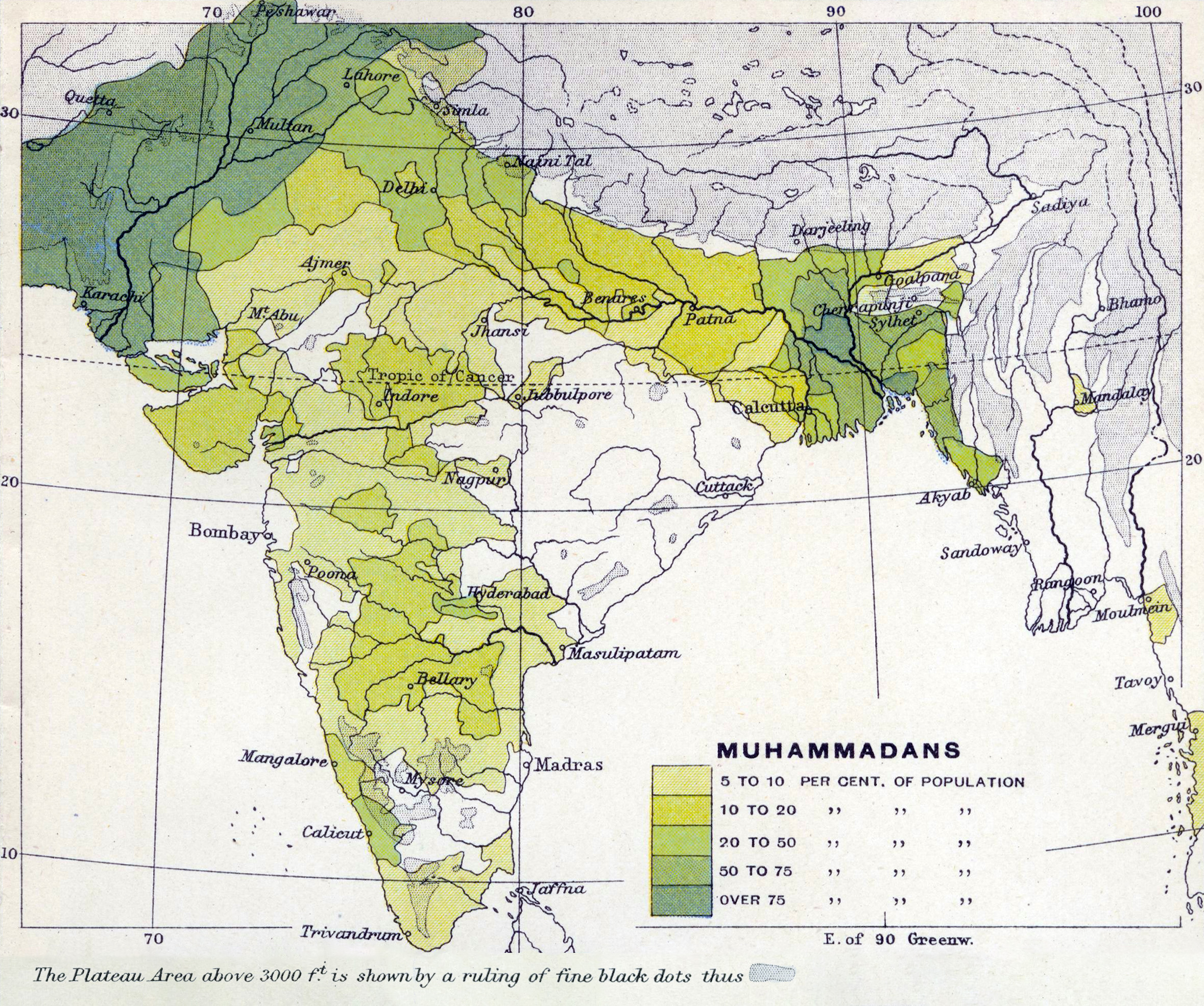
Porcentagem de muçulmanos por distrito, 1909

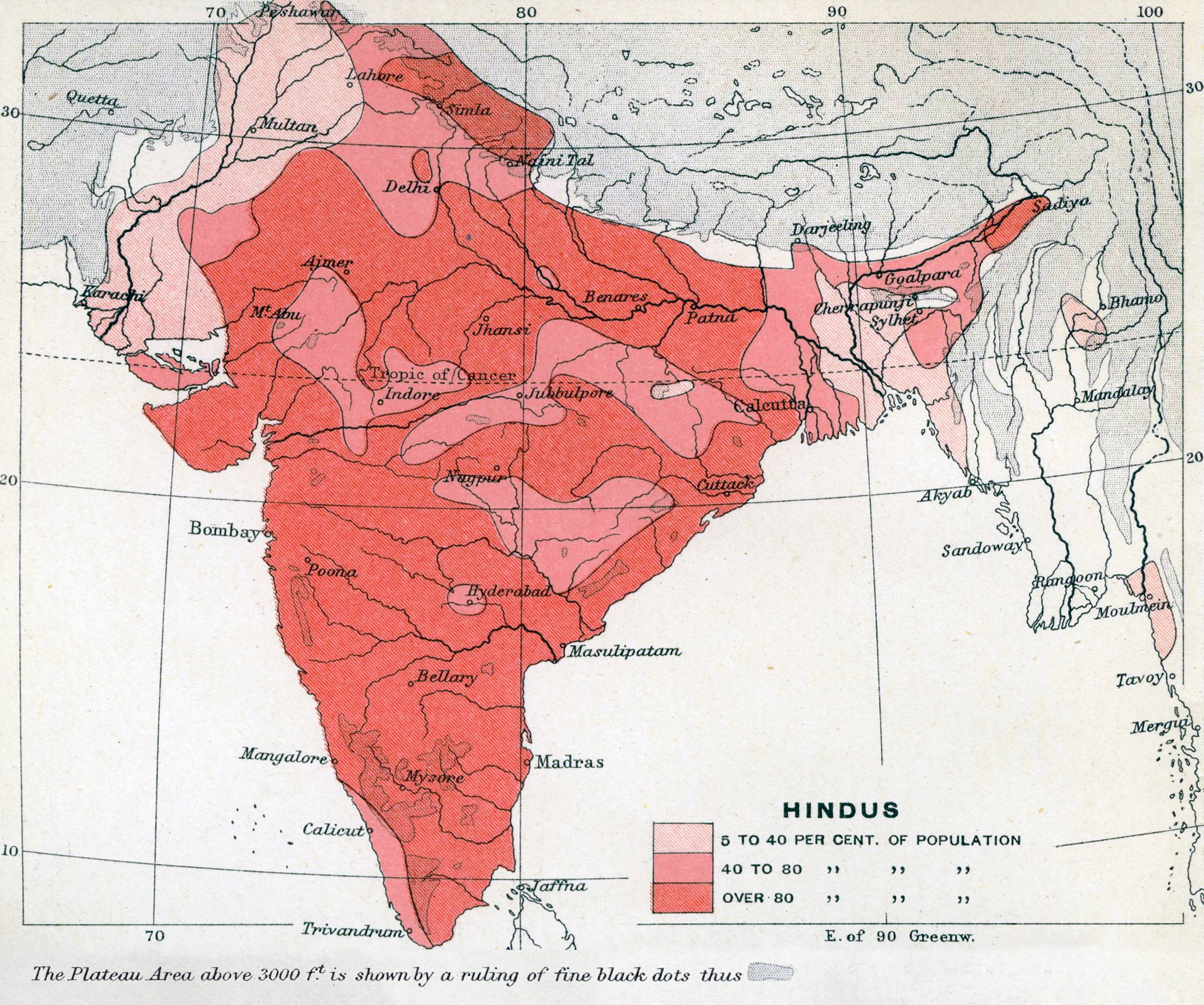
Porcentagem de hindus por distrito, 1909

Em Janeiro de 1946, eclodiram vários motins nas forças armadas, começando com o dos militares da RAF frustrados com o seu lento repatriamento para a Grã-Bretanha. Os motins chegaram ao auge com o motim da Marinha Real Indiana em Bombaim, em fevereiro de 1946, seguido por outros em Calcutá, Madras e Carachi . Embora os motins tenham sido rapidamente suprimidos, eles tiveram o efeito de estimular o novo governo trabalhista na Grã-Bretanha a agir e de levar à Missão do Gabinete à Índia, liderada pelo secretário de Estado da Índia, Lord Pethick Lawrence, e incluindo Sir Stafford Cripps, que havia visitado quatro anos antes.
Também no início de 1946, novas eleições foram convocadas na Índia. Anteriormente, no final da guerra em 1945, o governo colonial anunciou o julgamento público de três oficiais superiores do derrotado Exército Nacional Indiano de Bose, acusados de traição. Agora que os julgamentos começaram, a liderança do Congresso, embora ambivalente em relação ao INA, optou por defender os oficiais acusados.  As subsequentes condenações dos oficiais, o clamor público contra as condenações e a eventual remissão das sentenças criaram propaganda positiva para o Congresso, o que apenas ajudou nas subsequentes vitórias eleitorais do partido em oito das onze províncias. As negociações entre o Congresso e a Liga Muçulmana, no entanto, tropeçaram na questão da partilha. Jinnah proclamou o dia 16 de agosto de 1946, o Dia da Ação Direta, com o objetivo declarado de destacar, pacificamente, a demanda por uma pátria muçulmana na Índia britânica. No dia seguinte, tumultos entre hindus e muçulmanos eclodiram em Calcutá e rapidamente se espalharam por toda a Índia britânica. Embora o Governo da Índia e o Congresso tenham ficado abalados com o curso dos acontecimentos, em Setembro, foi instalado um governo interino liderado pelo Congresso, com Jawaharlal Nehru como primeiro-ministro da Índia unida.
Mais tarde naquele ano, o Tesouro Britânico exausto pela recém-concluída Segunda Guerra Mundial, e o governo Trabalhista consciente de que não tinha nem o mandato interno, o apoio internacional, nem a fiabilidade das forças nativas para continuar a controlar uma Índia Britânica cada vez mais inquieta, decidiu acabar com o domínio britânico na Índia e, no início de 1947, a Grã-Bretanha anunciou sua intenção de transferir o poder o mais tardar em junho de 1948.
À medida que a independência se aproximava, a violência entre hindus e muçulmanos nas províncias de Punjab e Bengala continuou inabalável. Com o exército britânico despreparado para o potencial de aumento da violência, o novo vice-rei, Louis Mountbatten, adiantou a data para a transferência do poder, permitindo menos de seis meses para um plano mutuamente acordado para a independência.   Com a divisão da Índia, o fim do domínio britânico na Índia em agosto de 1947 viu a criação de dois estados separados da Índia e do Paquistão. 

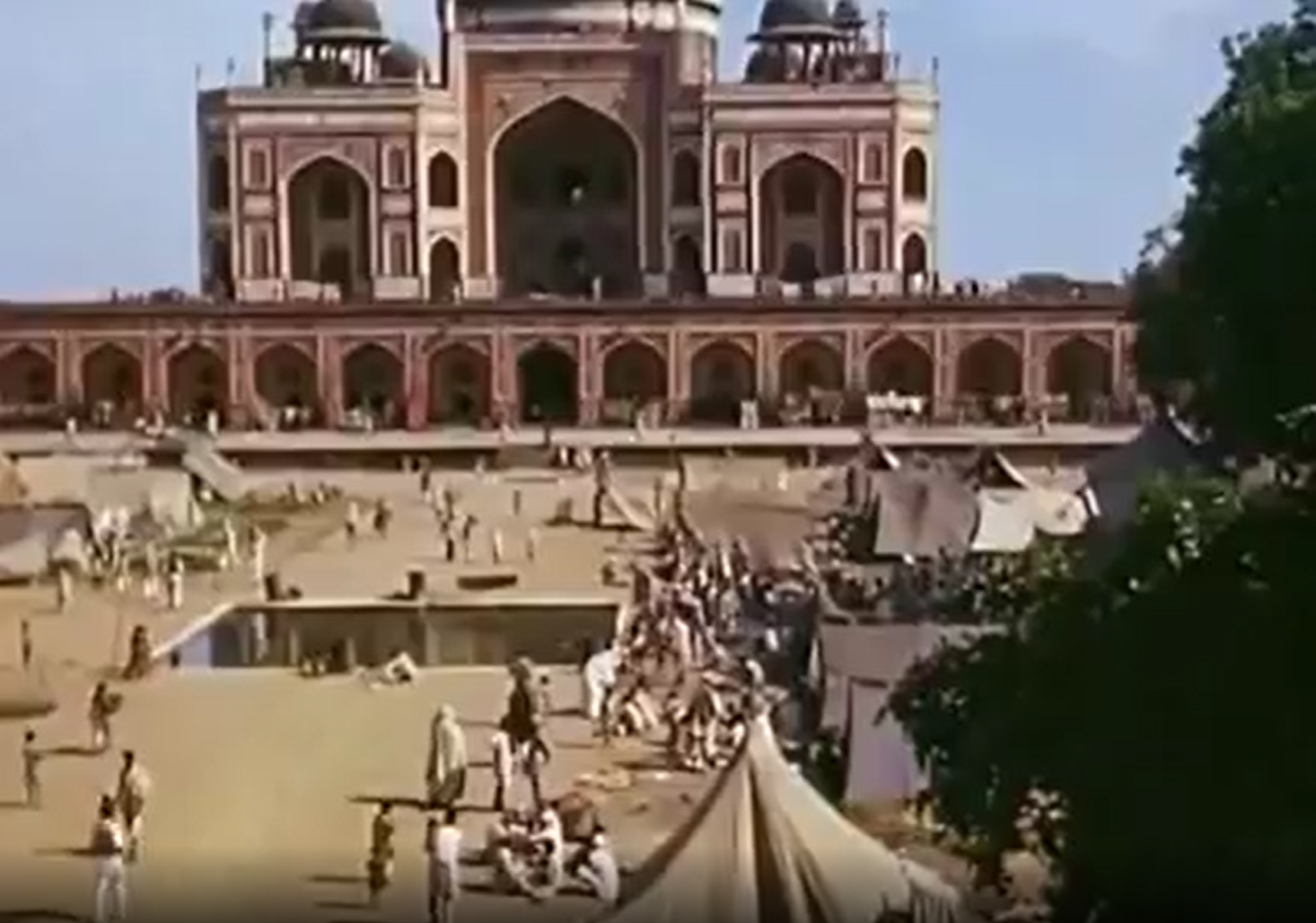
Refugiados muçulmanos no túmulo de Humayun

Em 15 de agosto de 1947, foi inaugurado o novo Domínio do Paquistão (mais tarde República Islâmica do Paquistão), com Muhammad Ali Jinnah como governador-geral; e o Domínio da Índia, (mais tarde República da Índia) com Jawaharlal Nehru como primeiro-ministro, e o vice-rei, Louis Mountbatten, permanecendo quando seu primeiro governador-geral surgiu; com cerimônias oficiais ocorrendo em Karachi em 14 de agosto e em Nova Deli em 15 de agosto. Isso foi feito para que Mountbatten pudesse comparecer a ambas as cerimônias.

A grande maioria dos indianos permaneceu no local com a independência, mas nas zonas fronteiriças milhões de pessoas (muçulmanos, sikhs e hindus) deslocaram-se através das fronteiras recentemente traçadas. No Punjab, onde as novas linhas fronteiriças dividiram as regiões Sikh ao meio, houve muito derramamento de sangue; em Bengala e Bihar, onde a presença de Gandhi acalmou os ânimos comunitários, a violência foi mais limitada. Ao todo, algo entre 250 000 e 500 000 pessoas em ambos os lados das novas fronteiras, entre refugiados e populações residentes das três religiões, morreram na violência.
| {{{caption}}} |
| Duas moedas de prata de uma rúpia usadas na Índia durante o Raj britânico, mostrando Vitória, Rainha, 1862 (esquerda) e Vitória, Imperatriz, 1886 (direita) |

| {{{caption}}}                                                                                       |
| Moedas de prata de uma rúpia mostrando Eduardo VII, Rei-Imperador, 1903 (esquerda) e 1908 (direita) |

| {{{caption}}} |
| Moedas de prata de uma rúpia usadas na Índia durante o Raj britânico, mostrando Jorge V, Rei-Imperador, 1913 (esquerda) e 1919 (direita) |

| {{{caption}}} |
| Moedas de uma rúpia mostrando Jorge VI, Rei-Imperador, 1940 (esquerda) e pouco antes da independência da Índia em 1947 (direita). |

## Índia Britânica e os Estados Principescos
A Índia durante o Raj Britânico era composta por dois tipos de território: a Índia Britânica e os Estados Nativos (ou Estados Principescos).  Na sua Lei de Interpretação de 1889, o Parlamento Britânico adotou as seguintes definições na Seção 18:
(4.) A expressão "Índia Britânica" significa todos os territórios e lugares dentro dos domínios de Sua Majestade que são atualmente governados por Sua Majestade através do Governador-Geral da Índia ou através de qualquer governador ou outro oficial subordinado ao Governador-Geral da Índia. 

(5.) A expressão "Índia" significa a Índia Britânica juntamente com quaisquer territórios de qualquer príncipe ou chefe nativo sob a suserania de Sua Majestade exercida através do Governador-Geral da Índia, ou através de qualquer governador ou outro oficial subordinado ao Governador-Geral da Índia.
Em geral, o termo "Índia Britânica" foi usado (e ainda é usado) para se referir também às regiões sob o domínio da Companhia Britânica das Índias Orientais na Índia de 1600 a 1858. O termo também tem sido usado para se referir aos "britânicos na Índia".
Os termos "Império Indiano" e "Império da Índia" (como o termo "Império Britânico") não foram usados na legislação. O monarca era oficialmente conhecido como Imperatriz ou Imperador da Índia e o termo era frequentemente usado nos Discursos da Rainha Vitória e nos Discursos de Prorrogação da Rainha Vitória. Além disso, uma ordem de cavalaria, a Ordem Mais Eminente do Império Indiano, foi criada em 1878.
A suserania sobre 175 estados principescos, alguns dos maiores e mais importantes, foi exercida (em nome da Coroa Britânica) pelo governo central da Índia Britânica sob o vice-rei; os aproximadamente 500 estados restantes dependiam dos governos provinciais da Índia britânica sob um governador, vice-governador ou comissário chefe (conforme o caso). Uma distinção clara entre "domínio" e "suserania" foi fornecida pela jurisdição dos tribunais: a lei da Índia britânica baseava-se nas leis aprovadas pelo Parlamento britânico e nos poderes legislativos - essas leis foram atribuídas aos vários governos da Índia britânica, tanto central como local; em contraste, os tribunais dos Estados Principescos existiam sob a autoridade dos respectivos governantes desses estados.

### Principais províncias
Na virada do século 20, a Índia britânica consistia em oito províncias que eram administradas por um governador ou um vice-governador.
| Província da Índia Britânica (e territórios atuais)                                                                                                   | Área total  | População em 1901 (milhões) | Chefe Administrativo   |
| --- | ----------- | --------------------------- | ---------------------- |
| Assam (Assam, Arunachal Pradesh, Meghalaya, Mizoram, Nagaland)                                                                                        | 130 000 km2 | 6                           | Comissário Chefe       |
| Bengala (Bangladesh, Bengala Ocidental, Bihar, Jharkhand e Odisha)                                                                                    | 390 000 km2 | 75                          | Tenente-Governador     |
| Bombaim (Sind e partes de Maharashtra, Gujarat e Karnataka)                                                                                           | 320 000 km2 | 19                          | Governador em Conselho |
| Birmânia (Mianmar) | 440 000 km2 | 9                           | Tenente-Governador     |
| Províncias Centrais e Berar (Madhya Pradesh e partes de Maharashtra, Chhattisgarh e Odisha)                                                           | 270 000 km2 | 13                          | Comissário Chefe       |
| Madras (Andhra Pradesh, Tamil Nadu e partes de Kerala, Karnataka, Odisha e Telangana)                                                                 | 370 000 km2 | 38                          | Governador em Conselho |
| Punjab (Província de Punjab, Território da Capital Islamabad, Punjab, Haryana, Himachal Pradesh, Chandigarh e Território da Capital Nacional de Deli) | 250 000 km2 | 20                          | Tenente-Governador     |
| Províncias Unidas (Uttar Pradesh e Uttarakhand) | 280 000 km2 | 48                          | Tenente-Governador     |

Durante a divisão de Bengala (1905–1913), as novas províncias de Assam e Bengala Oriental foram criadas como um vice-governador. Em 1911, Bengala Oriental foi reunida com Bengala, e as novas províncias do leste tornaram-se: Assam, Bengala, Bihar e Orissa. 

### Províncias menores
Além disso, havia algumas províncias menores que eram administradas por um comissário chefe: 
| Província menor da Índia britânica (e territórios atuais) | Área total em km2 | População em 1901 (em milhares) | Chefe Administrativo        |
| --------------------------------------------------------- | ----------------- | ------------------------------- | --------------------------- |
| Ajmer Merwara (partes do Rajastão)                        | 7 000 km2         | 477                             | Comissário Chefe ex officio |
| Ilhas Andamão e Nicobar (Ilhas Andaman e Nicobar)         | 78 000 km2        | 25                              | Comissário Chefe            |
| Baluchistão Britânico (Baluquistão)                       | 120 000 km2       | 308                             | Comissário Chefe ex officio |
| Província de Coorg (Distrito de Kodagu)                   | 4 100 km2         | 181                             | Comissário Chefe ex officio |
| Província da Fronteira Noroeste (Khyber Pakhtunkhwa)      | 41 000 km2        | 2 125                           | Comissário Chefe            |

### Estados principescos
Um Estado Principesco, também chamado de Estado Nativo ou Estado Indiano, era um estado vassalo britânico na Índia com um governante indiano nominal indígena, sujeito a uma aliança subsidiária. Havia 565 estados principescos quando a Índia e o Paquistão se tornaram independentes da Grã-Bretanha em agosto de 1947. Os estados principescos não faziam parte da Índia britânica (ou seja, as presidências e as províncias), pois não estavam diretamente sob o domínio britânico. Os maiores tinham tratados com a Grã-Bretanha que especificavam quais direitos os príncipes tinham; nos menores, os príncipes tinham poucos direitos. Dentro dos assuntos externos dos estados principescos, a defesa e a maioria das comunicações estavam sob controle britânico. Os britânicos também exerceram uma influência geral sobre a política interna dos estados, em parte através da concessão ou recusa de reconhecimento de governantes individuais. Embora houvesse quase 600 estados principescos, a grande maioria era muito pequena e terceirizava os negócios do governo aos britânicos. Cerca de duzentos estados tinham uma área inferior a 25 km2. O último vestígio do Império Mogol em Deli, que estava sob a autoridade da Companhia antes do advento do Raj britânico, foi finalmente abolido e apreendido pela Coroa após o Motim de 1857 por seu apoio à rebelião.
Os estados principescos foram agrupados em agências e residências.

### Organização

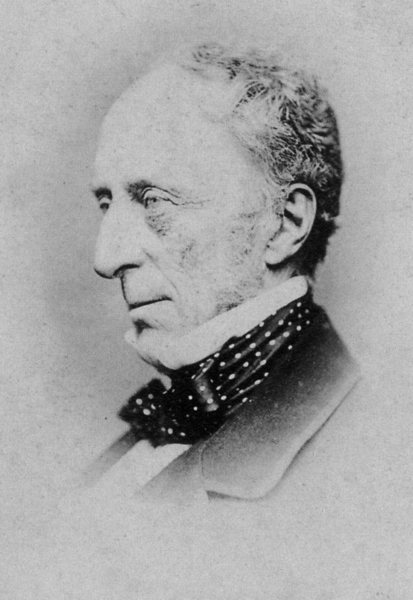
Sir Charles Wood (1800–1885) foi presidente do Conselho de Controle da Companhia das Índias Orientais de 1852 a 1855; ele moldou a política educacional britânica na Índia e foi Secretário de Estado da Índia de 1859 a 1866.

Após a Rebelião Indiana de 1857 (geralmente chamada de Motim Indiano pelos britânicos), a Lei do Governo da Índia de 1858 fez mudanças na governança da Índia em três níveis:
1. Governo imperial em Londres,
2. Governo central em Calcutá, e
3. Governos provinciais nas presidências (e mais tarde nas províncias).[153]

Em Londres, previa um Secretário de Estado para a Índia a nível de gabinete e um Conselho da Índia de quinze membros, cujos membros eram obrigados, como pré-requisito para a adesão, a ter passado pelo menos dez anos na Índia e a não o terem feito. mais de dez anos antes. Embora o secretário de Estado formulasse as instruções políticas a serem comunicadas à Índia, na maioria dos casos era-lhe solicitado que consultasse o Conselho, mas especialmente em questões relacionadas com o gasto das receitas indianas. A Lei previa um sistema de “governo duplo” em que o Conselho servisse idealmente tanto como um controlo dos excessos na formulação de políticas imperiais como como um corpo de conhecimentos especializados actualizados sobre a Índia. No entanto, o secretário de Estado também tinha poderes especiais de emergência que lhe permitiam tomar decisões unilaterais e, na realidade, a experiência do Conselho estava por vezes desatualizada.  De 1858 a 1947, vinte e sete indivíduos serviram como Secretários de Estado da Índia e dirigiram o Escritório da Índia; estes incluíam: Sir Charles Wood (1859–1866), o Marquês de Salisbury (1874–1878; mais tarde primeiro-ministro britânico), John Morley (1905–1910; iniciador das Reformas Minto-Morley), Edwin Samuel Montagu (1917–1922; um arquiteto das Reformas Montagu-Chelmsford) e Frederick Pethick-Lawrence (1945–1947; chefe da Missão do Gabinete de 1946 na Índia). O tamanho do Conselho Consultivo foi reduzido ao longo do meio século seguinte, mas os seus poderes permaneceram inalterados. Em 1907, pela primeira vez, dois índios foram nomeados para o Conselho. Eles eram K.G. Gupta e Syed Hussain Bilgrami.

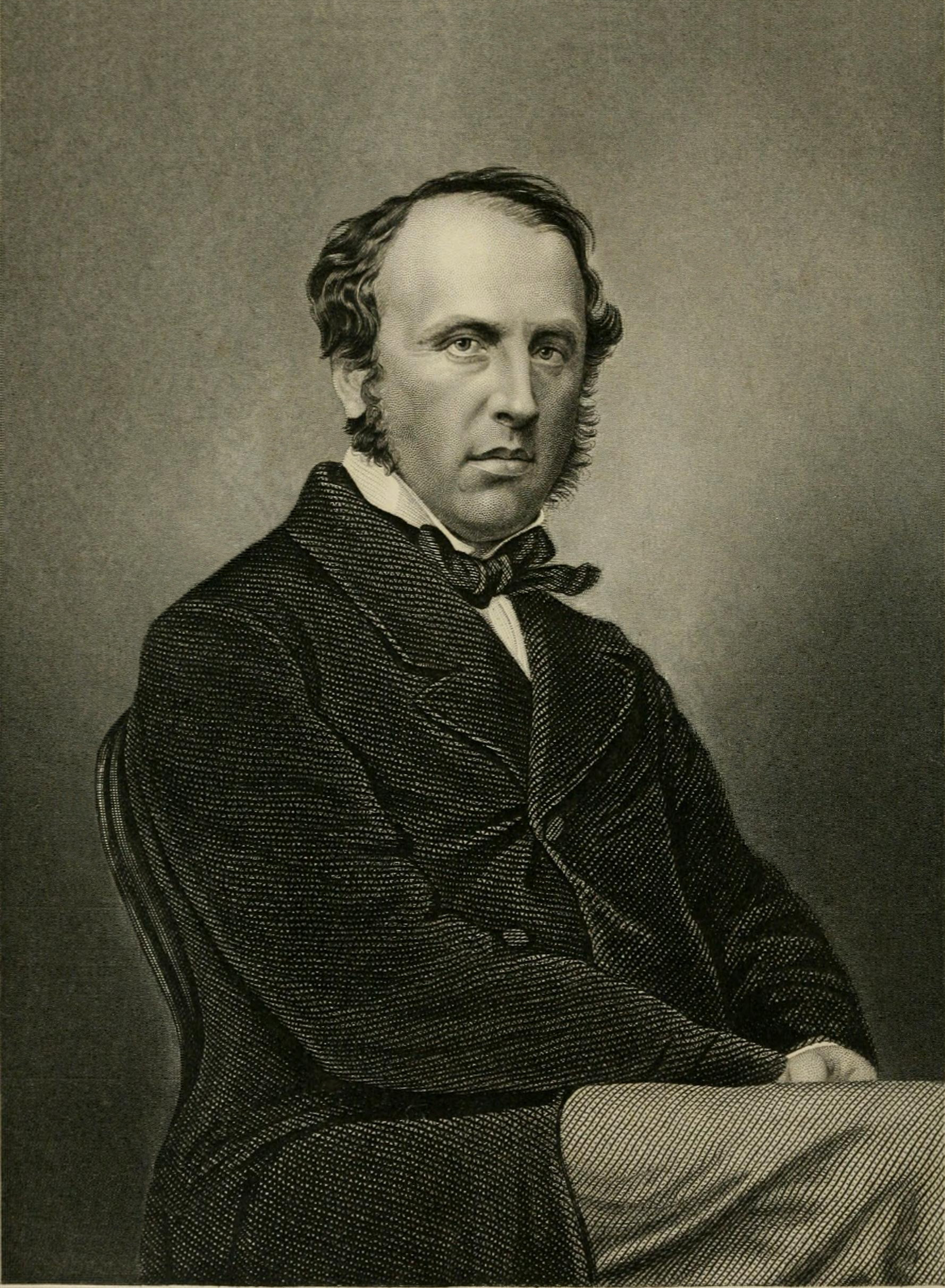
Lord Canning, o último governador-geral da Índia sob o governo da Companhia e o primeiro vice-rei da Índia sob o governo da Coroa

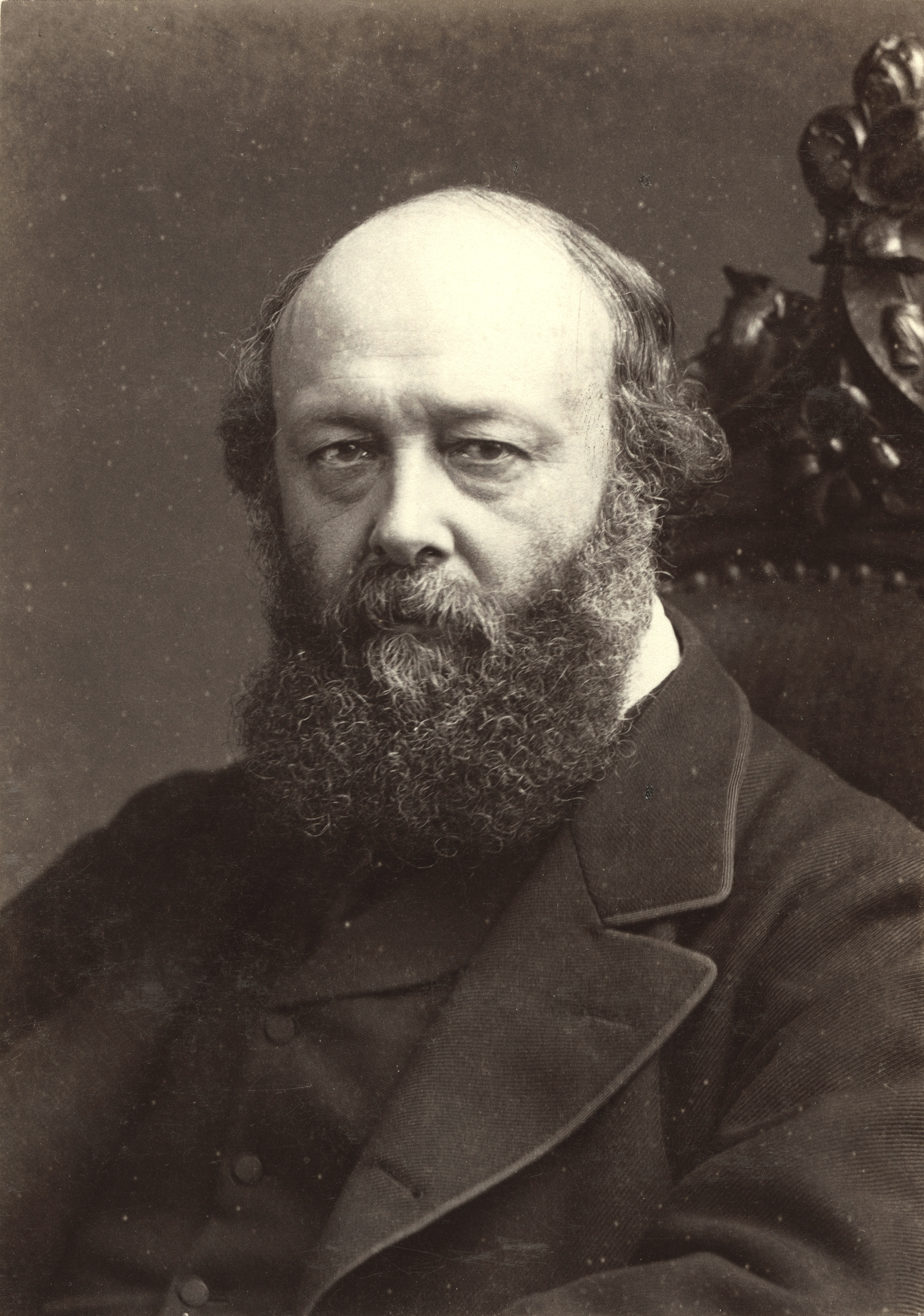
Lord Salisbury foi Secretário de Estado da Índia de 1874 a 1878.

Em Calcutá, o governador-geral permaneceu chefe do governo da Índia e agora era mais comumente chamado de vice-rei devido ao seu papel secundário como representante da Coroa junto aos estados principescos nominalmente soberanos; ele era, no entanto, agora responsável perante o secretário de Estado em Londres e, através dele, perante o Parlamento. Um sistema de "governo duplo" já existia durante o governo da Companhia na Índia, desde a Lei da Índia de Pitt de 1784. O governador-geral da capital, Calcutá, e o governador de uma presidência subordinada (Madras ou Bombaim) eram obrigados, cada um, a consultar o seu conselho consultivo; as ordens executivas em Calcutá, por exemplo, foram emitidas em nome do "Governador-Geral em Conselho" ( ou seja, o Governador-Geral com o conselho do Conselho). O sistema de “duplo governo” da Companhia teve os seus críticos, uma vez que, desde o início do sistema, existiam rixas intermitentes entre o governador-geral e o seu Conselho; ainda assim, a Lei de 1858 não fez grandes mudanças na governança. No entanto, nos anos imediatamente seguintes, que foram também os anos de reconstrução pós-rebelião, o Vice-Rei Lord Canning considerou que a tomada de decisão colectiva do Conselho consumia muito tempo para as tarefas urgentes que tinham pela frente, por isso solicitou o "sistema de portfólio" de um Conselho Executivo em que os negócios de cada departamento governamental (o "portfólio") eram atribuídos e passaram a ser responsabilidade de um único membro do conselho. As decisões departamentais de rotina eram tomadas exclusivamente pelo membro, mas as decisões importantes exigiam o consentimento do governador-geral e, na ausência de tal consentimento, exigiam a discussão por todo o Conselho Executivo. Esta inovação na governação indiana foi promulgada na Lei dos Conselhos Indianos de 1861.
Se o governo da Índia precisasse promulgar novas leis, a Lei dos Conselhos permitia um Conselho Legislativo – uma expansão do Conselho Executivo em até doze membros adicionais, cada um nomeado para um mandato de dois anos – com metade dos membros consistindo de funcionários britânicos. do governo (denominado oficial ) e autorizado a votar, e a outra metade, composta por indianos e britânicos domiciliados na Índia (denominado não oficial ) e servindo apenas como consultor. Todas as leis promulgadas pelos Conselhos Legislativos na Índia, seja pelo Conselho Legislativo Imperial em Calcutá ou pelos provinciais em Madras e Bombaim, exigiam o consentimento final do secretário de estado em Londres; isto levou Sir Charles Wood, o segundo secretário de Estado, a descrever o governo da Índia como "um despotismo controlado a partir de casa". Além disso, embora a nomeação de indianos para o Conselho Legislativo tenha sido uma resposta aos apelos após a rebelião de 1857, principalmente por Sayyid Ahmad Khan, para mais consultas com os indianos, os indianos assim nomeados pertenciam à aristocracia fundiária, muitas vezes escolhidos pela sua lealdade, e longe de ser representativo. Mesmo assim, o "...pequenos avanços na prática do governo representativo pretendiam fornecer válvulas de segurança para a expressão da opinião pública, que havia sido tão mal avaliada antes da rebelião". Os assuntos indianos passaram também a ser examinados mais de perto no Parlamento britânico e mais amplamente discutidos na imprensa britânica.
Com a promulgação da Lei do Governo da Índia de 1935, o Conselho da Índia foi abolido com efeitos a partir de 1 de abril de 1937 e um sistema de governo modificado foi promulgado. O secretário de estado da Índia representou o governo da Índia no Reino Unido. Ele foi auxiliado por um corpo de conselheiros de 8 a 12 indivíduos, pelo menos metade dos quais deveriam ter ocupado cargos na Índia por um período mínimo de 10 anos, e não haviam renunciado ao cargo antes de dois anos antes de sua nomeação como conselheiros ao secretário de estado.
O vice-rei e governador-geral da Índia, nomeado pela Coroa, normalmente ocupava o cargo por cinco anos, embora não houvesse mandato fixo, e recebia um salário anual de Rs. 250 800 p.a. (£ 18 810 por ano). Ele chefiou o Conselho Executivo do Vice-Rei, cada membro responsável por um departamento da administração central. A partir de 1 de abril de 1937, o cargo de Governador-Geral no Conselho, que o vice-rei e o governador-geral ocupavam simultaneamente na qualidade de representante da Coroa nas relações com os estados principescos indianos, foi substituído pela designação de "Representante de Sua Majestade para o Exercício das Funções da Coroa nas suas Relações com os Estados Indianos", ou o "Representante da Coroa". O Conselho Executivo foi bastante ampliado durante a Segunda Guerra Mundial e, em 1947, era composto por 14 membros (secretários), cada um dos quais ganhava um salário de Rs. 66 000 por ano (£ 4 950 por ano). Os portfólios em 1946-1947 foram:
- Assuntos Externos e Relações da Commonwealth
- Casa e Informação e Radiodifusão
- Alimentação e transporte
- Transporte e Ferrovias
- Trabalho
- Indústrias e Suprimentos
- Obras, Minas e Energia
- Educação
- Defesa
- Finança
- Comércio
- Comunicações
- Saúde
- Lei

Até 1946, o vice-rei ocupou a pasta de Assuntos Externos e Relações da Commonwealth, bem como chefiou o Departamento Político na qualidade de representante da Coroa. Cada departamento era chefiado por um secretário, exceto o Departamento Ferroviário, que era chefiado por um Comissário Chefe das Ferrovias subordinado a um secretário.
O vice-rei e governador-geral também era o chefe da legislatura indiana bicameral, composta por uma câmara alta (o Conselho de Estado) e uma câmara baixa (a Assembleia Legislativa). O vice-rei era o chefe do Conselho de Estado, enquanto a Assembleia Legislativa, inaugurada em 1921, era chefiada por um presidente eleito (nomeado pelo vice-rei de 1921 a 1925). O Conselho de Estado era composto por 58 membros (32 eleito, 26 nomeado), enquanto a Assembleia Legislativa era composta por 141 membros (26 funcionários nomeados, 13 outros indicados e 102 eleito). O Conselho de Estado existiu por períodos de cinco anos e a Assembleia Legislativa por períodos de três anos, embora ambos pudessem ser dissolvidos mais cedo ou mais tarde pelo Vice-Rei. A legislatura indiana foi autorizada a legislar para todas as pessoas residentes na Índia britânica, incluindo todos os súditos britânicos residentes na Índia, e para todos os súditos indianos britânicos que residem fora da Índia. Com o consentimento do Rei-Imperador e após cópias de uma proposta de lei terem sido submetidas a ambas as casas do Parlamento Britânico, o Vice-Rei poderia anular a legislatura e promulgar diretamente quaisquer medidas no interesse percebido da Índia Britânica ou de seus residentes, se necessário.
Em vigor a partir de 1 de abril de 1936, a Lei do Governo da Índia criou as novas províncias de Sind (separadas da Presidência de Bombaim) e Orissa (separadas da província de Bihar e Orissa). Birmânia e Aden tornaram-se colônias da Coroa separadas sob a Lei de 1º de abril de 1937, deixando assim de fazer parte do Império Indiano. A partir de 1937, a Índia Britânica foi dividida em 17 administrações: as três Presidências de Madras, Bombaim e Bengala, e as 14 províncias das Províncias Unidas, Punjab, Bihar, as Províncias Centrais e Berar, Assam, a Província da Fronteira Noroeste (NWFP), Orissa, Sind, Baluchistão Britânico, Deli, Ajmer-Merwara, Coorg, Ilhas Andaman e Nicobar e Panth Piploda. As presidências e as primeiras oito províncias estavam cada uma sob o comando de um governador, enquanto as últimas seis províncias estavam cada uma sob o comando de um comissário-chefe. O vice-rei governou diretamente as províncias comissárias-chefes através de cada respectivo comissário-chefe, enquanto as presidências e as províncias sob governadores tiveram maior autonomia sob a Lei do Governo da Índia. Cada Presidência ou província chefiada por um governador tinha uma legislatura provincial bicameral (nas Presidências, nas Províncias Unidas, Bihar e Assam) ou uma legislatura unicameral (no Punjab, Províncias Centrais e Berar, NWFP, Orissa e Sind). O governador de cada presidência ou província representava a Coroa na sua qualidade e era coadjuvado por ministros nomeados entre os membros de cada legislatura provincial. Cada legislatura provincial tinha uma duração de cinco anos, salvo quaisquer circunstâncias especiais, como condições de guerra. Todos os projetos de lei aprovados pela legislatura provincial foram assinados ou rejeitados pelo governador, que também poderia emitir proclamações ou promulgar decretos enquanto a legislatura estivesse em recesso, conforme a necessidade.
Cada província ou presidência compreendia uma série de divisões, cada uma chefiada por um comissário e subdividida em distritos, que eram as unidades administrativas básicas e cada uma chefiada por um magistrado distrital, coletor ou vice-comissário ; em 1947, a Índia Britânica compreendia 230 distritos.

## Sistema legal

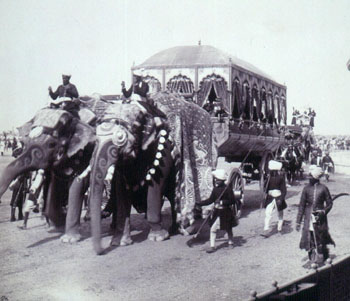
Carruagem de Elefante do Marajá de Rewa, Delhi Durbar, de 1903

Singha argumenta que depois de 1857 o governo colonial fortaleceu e expandiu a sua infra-estrutura através do sistema judicial, procedimentos legais e estatutos. A nova legislação fundiu os tribunais da Coroa e da antiga Companhia das Índias Orientais e introduziu um novo código penal, bem como novos códigos de processo civil e criminal, baseados em grande parte na lei inglesa. Nas décadas de 1860 a 1880, o Raj estabeleceu o registro obrigatório de nascimentos, óbitos e casamentos, bem como de adoções, títulos de propriedade e testamentos. O objetivo era criar um registro público estável e utilizável e identidades verificáveis. No entanto, houve oposição de elementos muçulmanos e hindus que se queixaram de que os novos procedimentos de recenseamento e registo ameaçavam revelar a privacidade feminina. As regras de Purdah proibiam as mulheres de dizer o nome do marido ou de tirar fotos. Um censo de toda a Índia foi realizado entre 1868 e 1871, muitas vezes usando o número total de mulheres em uma família, em vez de nomes individuais. Grupos selecionados que os reformadores do Raj queriam monitorar estatisticamente incluíam aqueles com reputação de praticar infanticídio feminino, prostitutas, leprosos e eunucos.
Murshid argumenta que as mulheres foram, de certa forma, mais restringidas pela modernização das leis. Eles permaneceram vinculados às restrições de sua religião, casta e costumes, mas agora com uma sobreposição de atitudes vitorianas britânicas. Os seus direitos de herança para possuir e administrar propriedades foram restringidos; as novas leis inglesas eram um pouco mais severas. As decisões judiciais restringiram os direitos das segundas esposas e dos seus filhos em relação à herança. Uma mulher tinha que pertencer ao pai ou ao marido para ter quaisquer direitos.

## Economia

### Tendências econômicas

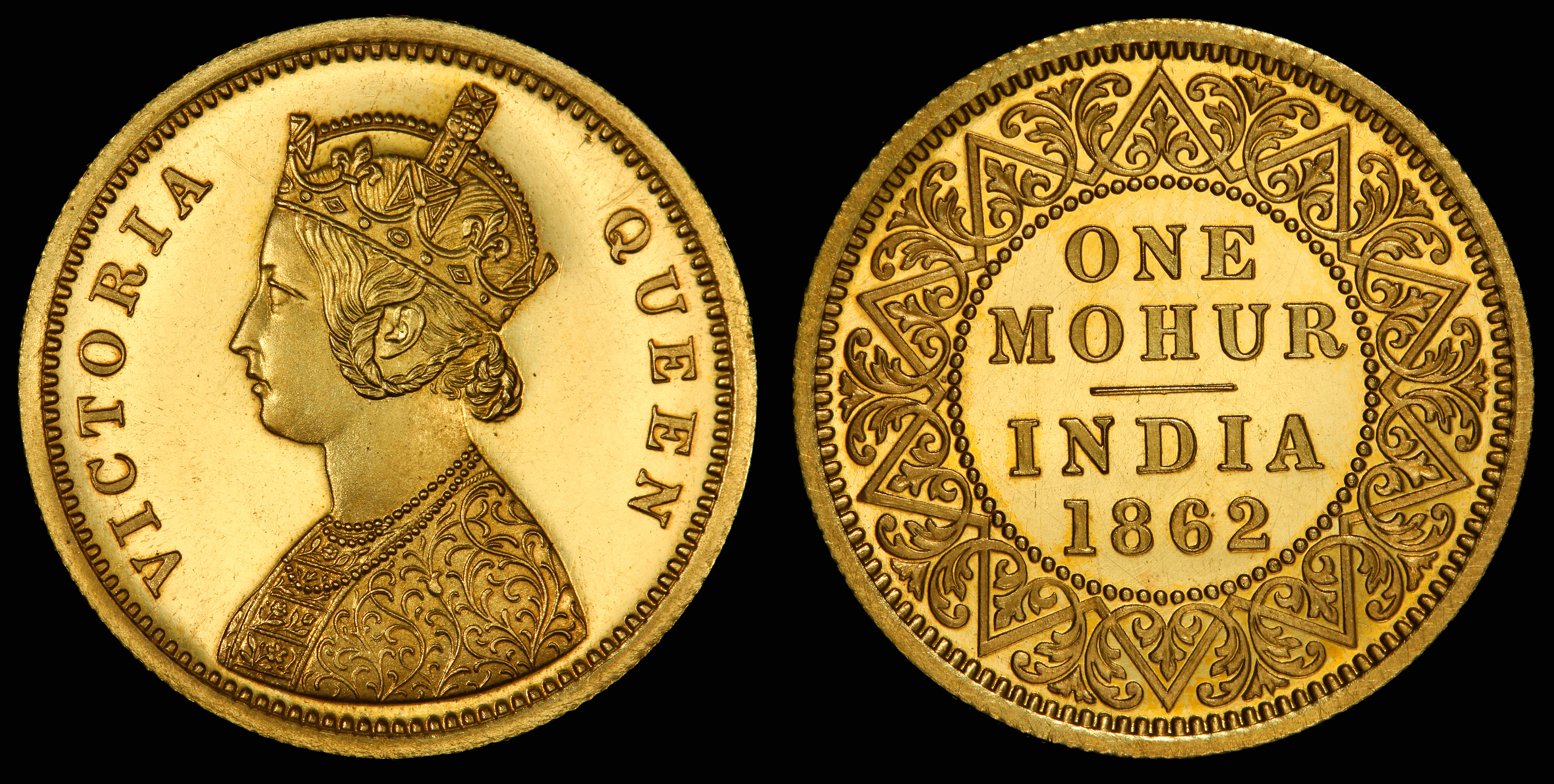
Um Mohur representando a Rainha Vitória (1862)

Todos os três sectores da economia – agricultura, indústria transformadora e serviços – aceleraram na Índia pós-colonial. Na agricultura, ocorreu um enorme aumento na produção na década de 1870. A diferença mais importante entre a Índia colonial e a pós-colonial foi a utilização do excedente de terra com crescimento liderado pela produtividade, através da utilização de sementes de variedades de alto rendimento, fertilizantes químicos e aplicação mais intensiva de água. Todos esses três insumos foram subsidiados pelo Estado. O resultado foi, em média, nenhuma alteração a longo prazo nos níveis de rendimento per capita, embora o custo de vida tivesse aumentado. A agricultura ainda era dominante, com a maioria dos camponeses no nível de subsistência. Foram construídos extensos sistemas de irrigação, proporcionando um impulso à mudança para culturas comerciais para exportação e para matérias-primas para a indústria indiana, especialmente juta, algodão, cana-de-açúcar, café e chá. A participação global da Índia no PIB caiu drasticamente, de mais de 20% para menos de 5% no período colonial. Os historiadores têm estado profundamente divididos em questões de história económica, com a escola nacionalista (seguindo Nehru) a argumentar que a Índia era mais pobre no final do domínio britânico do que no início e que o empobrecimento ocorreu por causa dos britânicos.
Mike Davis escreve que grande parte da atividade econômica na Índia britânica foi em benefício da economia britânica e foi realizada incansavelmente através de políticas imperiais britânicas repressivas e com repercussões negativas para a população indiana. Isto é concretizado nas grandes exportações de trigo da Índia para a Grã-Bretanha: apesar de uma grande fome que assolou entre 6 e 10 milhões de vidas no final da década de 1870, estas exportações permaneceram sem controlo. Um governo colonial comprometido com a economia laissez-faire recusou-se a interferir nestas exportações ou a fornecer qualquer ajuda.

#### Indústria
Com o fim do monopólio concedido pelo estado da East India Trading Company em 1813, a importação para a Índia de produtos manufaturados britânicos, incluindo têxteis acabados, aumentou dramaticamente, de aproximadamente 1 milhão de jardas de tecido de algodão em 1814 para 13 milhões em 1820, 995 milhões em 1870, até 2050 milhões em 1890. Os britânicos impuseram o "comércio livre" à Índia, enquanto a Europa continental e os Estados Unidos ergueram rígidas barreiras tarifárias que variam de 30% a 70% à importação de fios de algodão ou a proibiram totalmente. Como resultado das importações mais baratas da Grã-Bretanha mais industrializada, o setor industrial mais significativo da Índia, a produção têxtil, encolheu, de tal forma que por volta de 1870-1880 os produtores indianos fabricavam apenas 25% a 45% do consumo local. A desindustrialização da indústria siderúrgica da Índia foi ainda mais extensa durante este período.
O empresário Jamsetji Tata (1839–1904) iniciou sua carreira industrial em 1877 na Central India Spinning, Weaving, and Manufacturing Company em Bombaim. Enquanto outras fábricas indianas produziam fios grossos baratos (e mais tarde tecidos) usando algodão local de fibra curta e maquinário barato importado da Grã-Bretanha, a Tata se saiu muito melhor importando algodão caro de fibra longa do Egito e comprando máquinas de fuso anelar mais complexas dos Estados Unidos. Estados a fiar fios mais finos que pudessem competir com as importações da Grã-Bretanha.
Na década de 1890, ele lançou planos para entrar na indústria pesada usando financiamento indiano. O Raj não forneceu capital, mas, ciente do declínio da posição da Grã-Bretanha face aos EUA e à Alemanha na indústria siderúrgica, queria fábricas de aço na Índia. Prometeu comprar qualquer excedente de aço que a Tata não pudesse vender de outra forma. A Tata Iron and Steel Company (TISCO), agora chefiada por seu filho Dorabji Tata (1859–1932), começou a construir sua fábrica em Jamshedpur, em Bihar, em 1908, usando tecnologia americana, não britânica. De acordo com o Dicionário Oxford de Biografia Nacional, a TISCO tornou-se o principal produtor de ferro e aço da Índia e "um símbolo da habilidade técnica, competência gerencial e talento empreendedor indiano". A família Tata, tal como a maioria dos grandes empresários da Índia, eram nacionalistas indianos, mas não confiavam no Congresso porque este parecia demasiado agressivamente hostil ao Raj, demasiado socialista e demasiado apoiante dos sindicatos.

#### Ferrovias

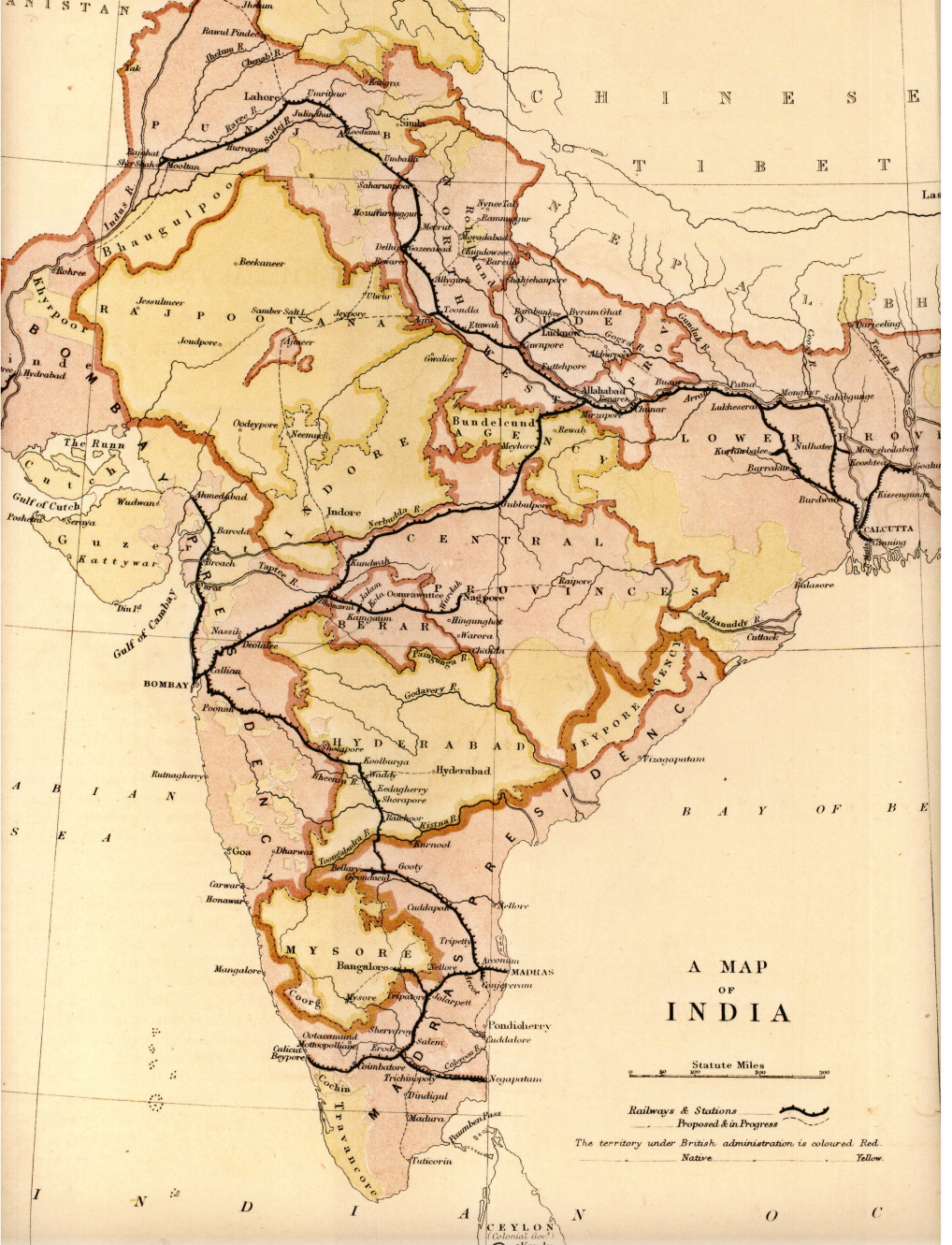
A rede ferroviária da Índia em 1871 conecta todas as grandes cidades, Calcutá, Bombaim e Madras, bem como Delhi.

A Índia britânica construiu um sistema ferroviário moderno no final do século XIX, que era o quarto maior do mundo. No início, as ferrovias eram de propriedade e operação privadas. Eles eram administrados por administradores, engenheiros e artesãos britânicos. No início, apenas os trabalhadores não qualificados eram indianos.

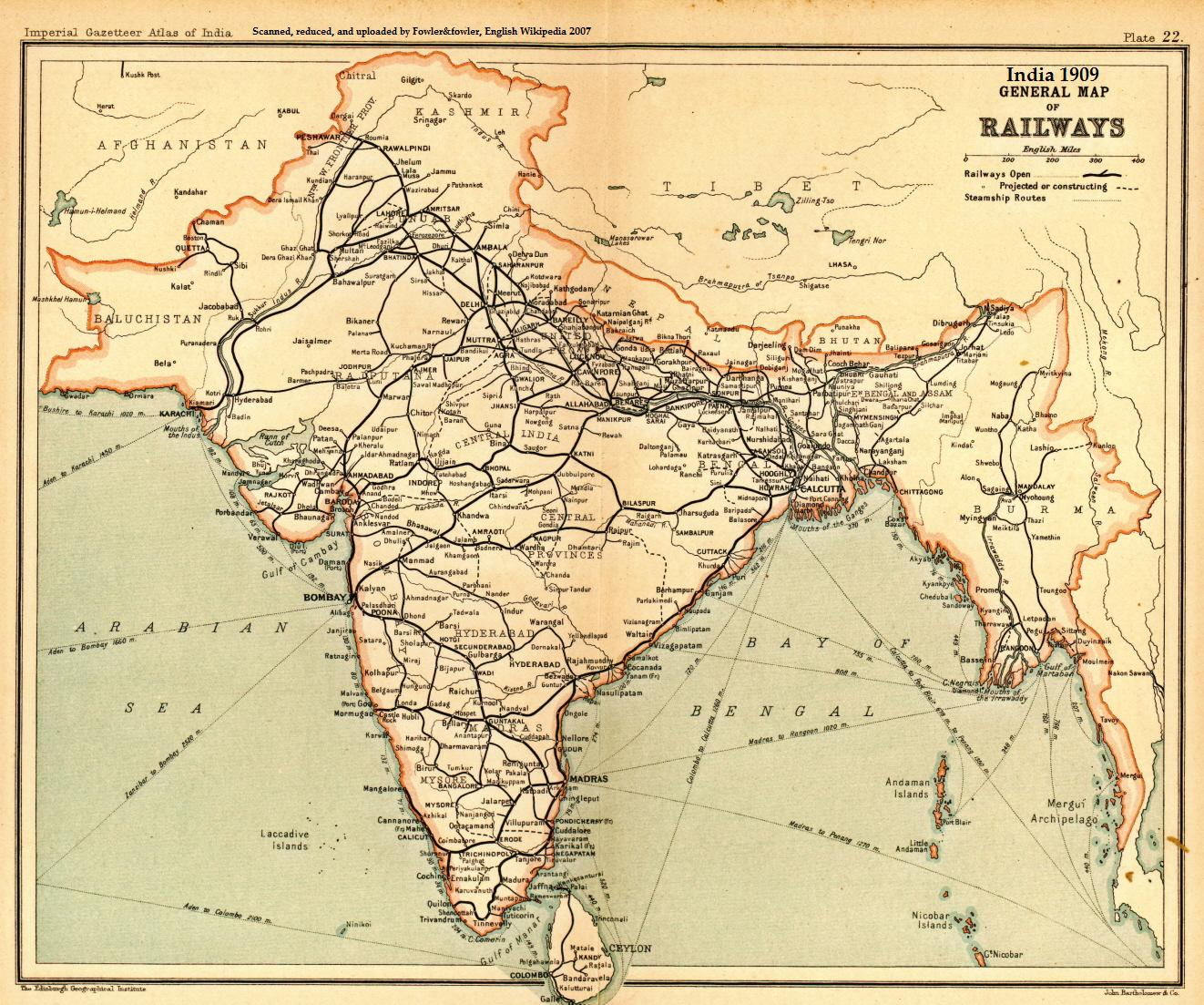
A rede ferroviária da Índia em 1909, quando era a quarta maior rede ferroviária do mundo

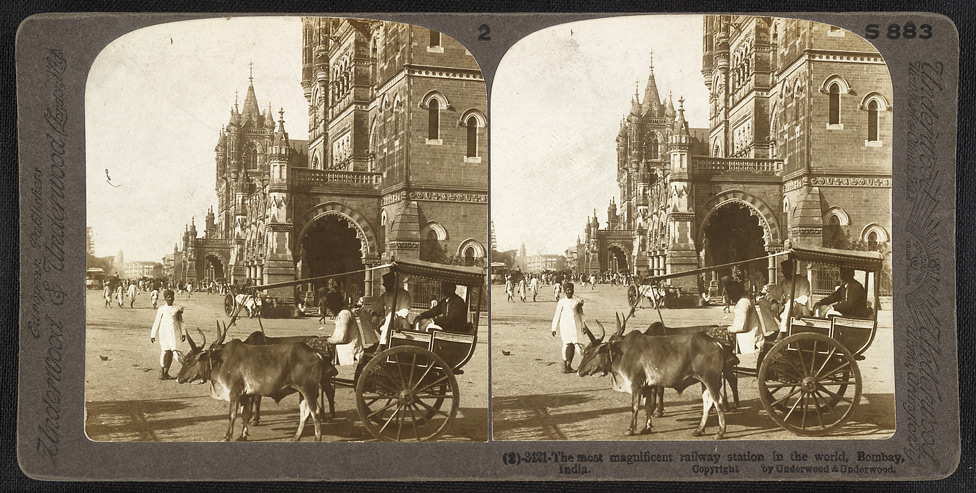
“A estação ferroviária mais magnífica do mundo”, diz a legenda da imagem turística estereográfica de Victoria Terminus, Bombaim, concluída em 1888.

A Companhia das Índias Orientais (e mais tarde o governo colonial) incentivou novas empresas ferroviárias apoiadas por investidores privados no âmbito de um esquema que forneceria terrenos e garantiria um retorno anual de até 5% durante os primeiros anos de operação. As empresas deveriam construir e operar as linhas sob um contrato de arrendamento de 99 anos, com o governo tendo a opção de comprá-las mais cedo. Duas novas empresas ferroviárias, a Great Indian Peninsular Railway (GIPR) e a East Indian Railway Company (EIR) começaram a construir e operar linhas perto de Bombaim e Calcutá em 1853-54. A primeira linha ferroviária de passageiros no norte da Índia, entre Allahabad e Kanpur, foi inaugurada em 1859. Eventualmente, cinco empresas britânicas passaram a possuir todos os negócios ferroviários na Índia, e operaram sob um esquema de maximização de lucros. Além disso, não havia regulamentação governamental para essas empresas.
Em 1854, o governador-geral Lord Dalhousie formulou um plano para construir uma rede de linhas troncais conectando as principais regiões da Índia. Encorajados pelas garantias do governo, o investimento fluiu e uma série de novas empresas ferroviárias foi criada, levando à rápida expansão do sistema ferroviário na Índia. Logo vários grandes estados principescos construíram seus próprios sistemas ferroviários e a rede se espalhou pelas regiões que se tornaram os atuais estados de Assam, Rajastão e Andhra Pradesh. A quilometragem da rota desta rede aumentou de 1.349 a 25.496km entre 1860 e 1890, irradiando principalmente para o interior a partir das três principais cidades portuárias de Bombaim, Madras e Calcutá.
Após a Rebelião dos Sepoys em 1857, e o subsequente domínio da Coroa sobre a Índia, as ferrovias foram vistas como uma defesa estratégica da população europeia, permitindo que os militares se movessem rapidamente para subjugar a agitação nativa e proteger os britânicos. A ferrovia serviu assim como uma ferramenta do governo colonial para controlar a Índia, pois era "uma 'ferramenta'" estratégica, defensiva, subjugadora e administrativa essencial para o Projeto Imperial.
A maior parte da construção ferroviária foi feita por empresas indianas supervisionadas por engenheiros britânicos. O sistema foi fortemente construído, usando bitola larga, trilhos robustos e pontes fortes. Em 1900, a Índia tinha uma gama completa de serviços ferroviários com propriedade e gestão diversificadas, operando em redes de bitola larga e de bitola estreita. Em 1900, o governo assumiu a rede GIPR, enquanto a empresa continuou a geri-la. Durante a Primeira Guerra Mundial, as ferrovias foram usadas para transportar tropas e grãos para os portos de Bombaim e Carachi, a caminho da Grã-Bretanha, Mesopotâmia e África Oriental. Com a redução das remessas de equipamentos e peças da Grã-Bretanha, a manutenção tornou-se muito mais difícil; trabalhadores críticos entraram no exército; oficinas foram convertidas para fabricação de munições; as locomotivas, o material rodante e os trilhos de algumas linhas inteiras foram enviados para o Oriente Médio. As ferrovias mal conseguiam acompanhar o aumento da demanda. No final da guerra, as ferrovias estavam deterioradas por falta de manutenção e não eram lucrativas. Em 1923, tanto o GIPR como o EIR foram nacionalizados.
Headrick mostra que, até a década de 1930, tanto as linhas do Raj quanto as empresas privadas contratavam apenas supervisores europeus, engenheiros civis e até mesmo pessoal operacional, como engenheiros de locomotivas. O árduo trabalho físico ficou para os índios. O governo colonial estava principalmente preocupado com o bem-estar dos trabalhadores europeus, e quaisquer mortes de índios eram "ignoradas ou meramente mencionadas como um número estatístico frio". A Política de Lojas do governo exigia que as licitações para contratos ferroviários fossem feitas ao Escritório da Índia em Londres, excluindo a maioria das empresas indianas. As empresas ferroviárias compraram a maior parte do seu hardware e peças na Grã-Bretanha. Havia oficinas de manutenção ferroviária na Índia, mas raramente eram autorizadas a fabricar ou reparar locomotivas.
Após a independência em 1947, quarenta e dois sistemas ferroviários separados, incluindo trinta e duas linhas pertencentes aos antigos estados principescos indianos, foram amalgamados para formar uma única unidade nacionalizada chamada Ferrovias Indianas.
A Índia é um exemplo do Império Britânico que investiu o seu dinheiro e conhecimentos num sistema muito bem construído, concebido para fins militares (após a Rebelião de 1857), na esperança de que estimulasse a indústria. O sistema foi superconstruído e muito caro para a pequena quantidade de tráfego de carga que transportava. Christensen (1996), que analisou o propósito colonial, as necessidades locais, o capital, os serviços e os interesses privados versus públicos, concluiu que tornar as ferrovias uma criatura do Estado impedia o sucesso porque as despesas ferroviárias tinham que passar pelo mesmo processo demorado. e processo de orçamentação política, tal como fizeram todas as outras despesas do Estado. Os custos ferroviários não poderiam, portanto, ser adaptados às necessidades actuais dos caminhos-de-ferro ou dos seus passageiros. 

#### Irrigação
O Raj britânico investiu pesadamente em infraestrutura, incluindo canais e sistemas de irrigação. O Canal do Ganges atingiu 350 milhas (560 km) de Haridwar a Cawnpore (agora Kanpur) e forneceu milhares de quilômetros de canais de distribuição. Em 1900, o Raj tinha o maior sistema de irrigação do mundo. Uma história de sucesso foi Assam, uma selva em 1840 que em 1900 tinha 4 000 000 acre(s)s (1 600 000 ha) de cultivo, especialmente em plantações de chá. Ao todo, a quantidade de terras irrigadas aumentou oito vezes. O historiador David Gilmour diz: 
Na década de 1870, o campesinato dos distritos irrigados pelo Canal do Ganges estava visivelmente mais bem alimentado, alojado e vestido do que antes; no final do século, a nova rede de canais no Punjab tinha produzido ali um campesinato ainda mais próspero.

#### Políticas

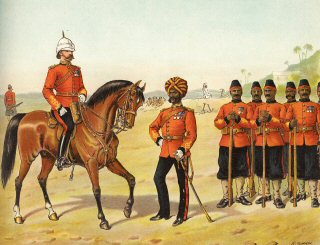
O Queen's Own Madras de sapadores e mineiros da rainha, 1896

Na segunda metade do século XIX, tanto a administração directa da Índia pela Coroa Britânica como a mudança tecnológica introduzida pela revolução industrial tiveram o efeito de interligar estreitamente as economias da Índia e da Grã-Bretanha. Na verdade, muitas das principais mudanças nos transportes e comunicações (tipicamente associadas ao domínio da Coroa na Índia) já tinham começado antes da Rebelião. Desde que Dalhousie abraçou a revolução tecnológica em curso na Grã-Bretanha, a Índia também assistiu ao rápido desenvolvimento de todas essas tecnologias. Ferrovias, estradas, canais e pontes foram rapidamente construídos na Índia e ligações telegráficas estabelecidas com igual rapidez para que as matérias-primas, como o algodão, do interior da Índia pudessem ser transportadas com mais eficiência para portos, como Bombaim, para posterior exportação para a Inglaterra. Da mesma forma, os produtos acabados provenientes de Inglaterra eram transportados de volta, com a mesma eficiência, para serem vendidos nos florescentes mercados indianos. Grandes projetos ferroviários foram iniciados para valer e empregos e pensões ferroviárias governamentais atraíram pela primeira vez um grande número de hindus de castas superiores para os serviços públicos. O Serviço Civil Indiano era prestigiado e bem pago. Permaneceu politicamente neutro. As importações de tecidos de algodão britânicos capturaram mais da metade do mercado indiano no final do século XIX e início do século XX. A produção industrial, tal como se desenvolveu nas fábricas europeias, era desconhecida até à década de 1850, quando as primeiras fábricas de algodão foram abertas em Bombaim, representando um desafio ao sistema de produção caseira baseado no trabalho familiar.
Os impostos na Índia diminuíram durante o período colonial para a maior parte da população da Índia; com a receita do imposto sobre a terra representando 15% da renda nacional da Índia durante a época Mughal, em comparação com 1% no final do período colonial. A percentagem do rendimento nacional para a economia da aldeia aumentou de 44% durante a época Mughal para 54% no final do período colonial. O PIB per capita da Índia diminuiu de 550 dólares internacionais em 1990 em 1700 para 520 dólares em 1857, embora mais tarde tenha aumentado para 618 dólares, em 1947.

### Impacto econômico do Raj
Os historiadores continuam a debater se a intenção a longo prazo do domínio britânico era acelerar o desenvolvimento económico da Índia ou distorcê-lo e atrasá-lo. Em 1780, o político conservador britânico Edmund Burke levantou a questão da posição da Índia: atacou veementemente a Companhia das Índias Orientais, alegando que Warren Hastings e outros altos funcionários tinham arruinado a economia e a sociedade indianas. O historiador indiano Rajat Kanta Ray (1998) continua esta linha de ataque, dizendo que a nova economia trazida pelos britânicos no século XVIII foi uma forma de “pilhagem” e uma catástrofe para a economia tradicional do Império Mogol. Ray acusa os britânicos de esgotarem os estoques de alimentos e dinheiro e de imporem altos impostos que ajudaram a causar a terrível fome de Bengala de 1770, que matou um terço da população de Bengala.
P.J. Marshall mostra que estudos recentes reinterpretaram a visão de que a prosperidade do anteriormente benigno governo Mogol deu lugar à pobreza e à anarquia. Ele argumenta que a aquisição britânica não fez qualquer ruptura acentuada com o passado, que delegou em grande parte o controlo aos governantes regionais mogóis e sustentou uma economia geralmente próspera durante o resto do século XVIII. Marshall observa que os britânicos estabeleceram parceria com banqueiros indianos e aumentaram as receitas através de administradores fiscais locais e mantiveram as antigas taxas de tributação Mogol.
A Companhia das Índias Orientais herdou um sistema tributário oneroso que consumia um terço da produção dos agricultores indianos. Em vez do relato nacionalista indiano dos britânicos como agressores estrangeiros, tomando o poder pela força bruta e empobrecendo toda a Índia, Marshall apresenta a interpretação (apoiada por muitos estudiosos na Índia e no Ocidente) de que os britânicos não estavam no controle total, mas em vez disso estavam jogadores no que era principalmente um jogo indiano e no qual a sua ascensão ao poder dependia de uma excelente cooperação com as elites indianas. Marshall admite que grande parte de sua interpretação ainda é altamente controversa entre muitos historiadores.
Estudos sugerem que entre 1765 e 1938 cerca de 45 biliões de dólares foram roubados pelos britânicos como resultado do seu controlo direto sobre a Índia.

## Demografia

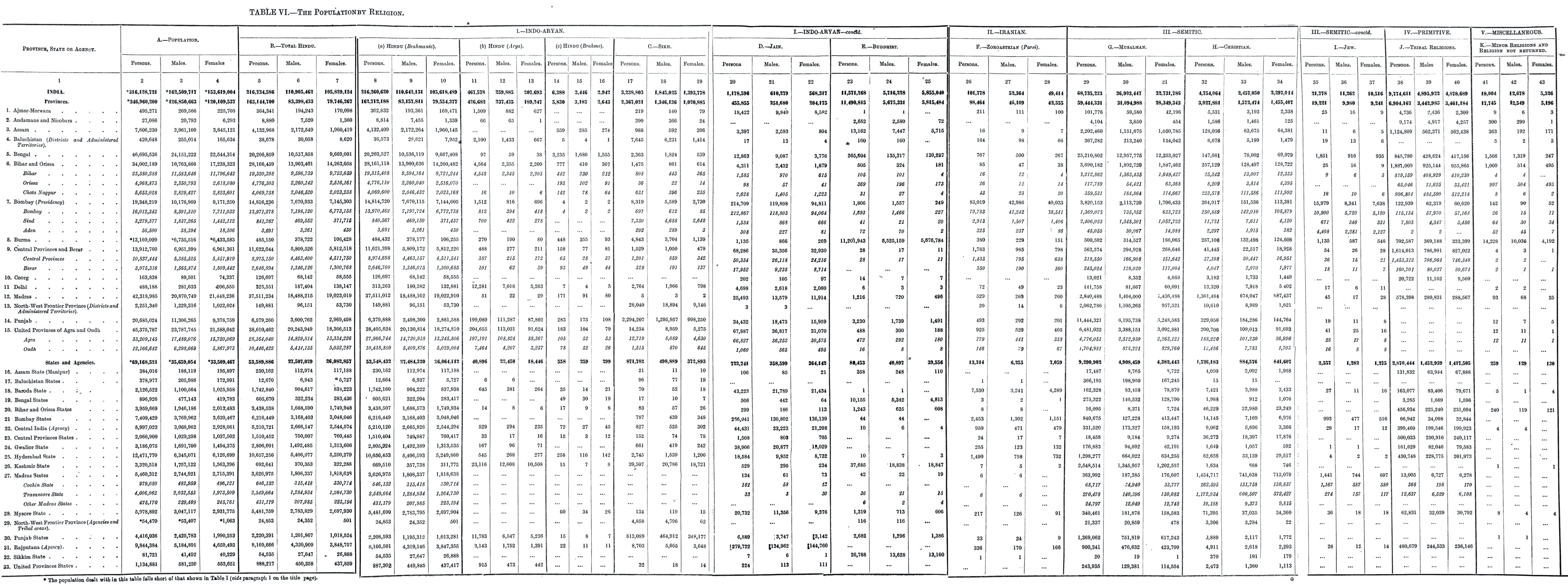
O censo de 1921 da Índia britânica mostra 69 milhões de muçulmanos e 217 milhões de hindus de uma população total de 316 milhões.

A população do território que se tornou o Raj britânico era de 100 milhões em 1600 e permaneceu quase estacionário até o século XIX. A população do Raj atingiu 255 milhões de acordo com o primeiro censo realizado em 1881 na Índia.
Os estudos da população da Índia desde 1881 concentraram-se em tópicos como a população total, as taxas de natalidade e mortalidade, as taxas de crescimento, a distribuição geográfica, a alfabetização, a divisão rural e urbana, as cidades de um milhões, e as três cidades com população superior a oito milhões: Deli, Grande Bombaim e Calcutá.
As taxas de mortalidade caíram na era 1920-1945, principalmente devido à imunização biológica. Outros fatores incluíram o aumento dos rendimentos e melhores condições de vida, melhor nutrição, um ambiente mais seguro e limpo e melhores políticas oficiais de saúde e cuidados médicos.

A severa superlotação nas cidades causou grandes problemas de saúde pública, conforme observado em um relatório oficial de 1938:
Nas áreas urbanas e industriais... os locais apertados, os elevados valores dos terrenos e a necessidade do trabalhador viver nas proximidades do seu trabalho... tudo tende a intensificar o congestionamento e a sobrelotação. Nos centros mais movimentados, as casas são construídas próximas umas das outras, beirais tocando beirais, e frequentemente costas com costas... O espaço é tão valioso que, no lugar de ruas e estradas, vielas sinuosas fornecem o único acesso às casas. A negligência do saneamento é muitas vezes evidenciada por montes de lixo apodrecido e poças de esgoto, enquanto a ausência de latrinas aumenta a poluição geral do ar e do solo.

### Religião
| Religião             | 1891        | 1891  |
| Religião             | Pop.        | %     |
| -------------------- | ----------- | ----- |
| Bramânico            | 207 731 727 | 72%   |
| Musalman (muçulmano) | 57 321 164  | 20%   |
| Animista             | 9 280 467   | 3%    |
| Budista              | 7 131 361   | 2%    |
| Cristão              | 2 284 380   | 1%    |
| Jainista             | 1 416 638   | 0,5%  |
| Zoroastriano         | 89 904      | 0,03% |
| Judeu                | 17 194      | 0,01% |
| Outros               | 42 763      |       |
| População total      | 287 223 431 | 100%  |

| Religião        | 1921        | 1921 |
| Religião        | Pop.        | %    |
| --------------- | ----------- | ---- |
| Hindus          | 216 734 586 | 69%  |
| Muçulmanos      | 68 735 233  | 22%  |
| Animistas       | 9 774 611   | 3%   |
| Budista         | 11 571 268  | 4%   |
| Cristãos        | 4 754 064   | 2%   |
| Jainistas       | 1 178 596   | 0,4% |
| Sikhs           | 3 238 803   | 1%   |
| População total | 316 128 721 | 100% |

## Fome, epidemias e saúde pública
| Fome                      | Período   | Mortes (em milhões) |
| ------------------------- | --------- | ------------------- |
| Fome de 1770 em Bengala   | 1769–1770 | 10                  |
| Fome Chalisa              | 1783–1784 | 11                  |
| Fome Doji bara            | 1789–1795 | 11                  |
| Fome de Agra              | 1837–1838 | 0,8                 |
| Rajputana Oriental        | 1860–1861 | 2                   |
| Fome de Orissa            | 1865–1867 | 5                   |
| Fome de Rajputana         | 1868–1870 | 1,5                 |
| Fome de Bihar             | 1873–1874 | 0                   |
| Grande Fome de 1876-1878  | 1876–1878 | 10,3                |
| Odisha, Bihar             | 1888–1889 | 0,15                |
| Fome indiana de 1896-1897 | 1896–1897 | 5                   |
| Fome indiana de 1899-1900 | 1899–1900 | 4,5                 |
| Fome de 1943 em Bengala   | 1943–1944 | 3                   |
| Total de mortos: 64,48    |           |                     |

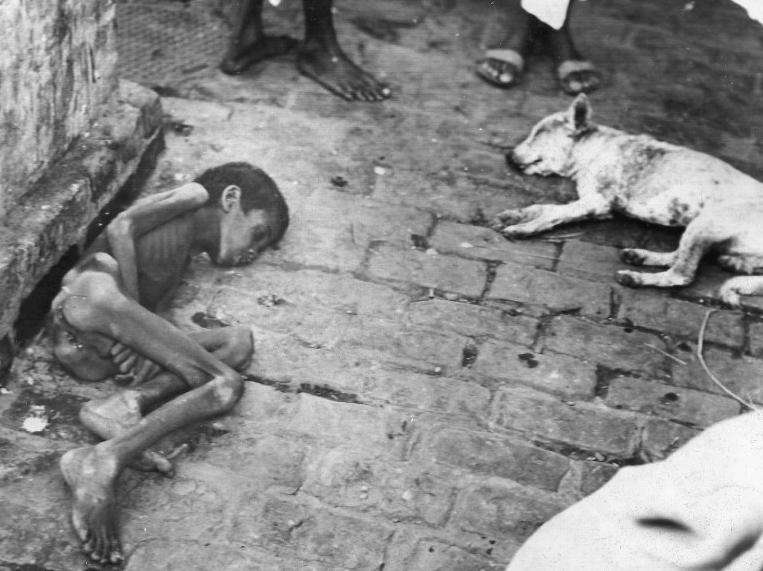
Criança que morreu de fome durante a fome de Bengala em 1943

Durante o Raj britânico, a Índia sofreu algumas das piores fomes alguma vez registadas, incluindo a Grande Fome de 1876-1878, na qual 6,1 milhões para 10,39 milhões de indianos morreram e a fome indiana de 1899–1900, na qual morreram 1,25 a 10 milhões de indianos. Pesquisas recentes, incluindo o trabalho de Mike Davis e Amartya Sen, argumentam que a fome na Índia foi agravada pelas políticas britânicas na Índia.
A primeira pandemia de cólera começou em Bengala e depois se espalhou pela Índia em 1820. Dez mil soldados britânicos e incontáveis indianos morreram durante esta pandemia. As mortes estimadas na Índia entre 1817 e 1860 ultrapassaram 15 milhões. Outros 23 milhões morreram entre 1865 e 1917. A terceira pandemia de peste, que começou na China em meados do século XIX, acabou por se espalhar por todos os continentes habitados e matou 10 milhões de indianos só na Índia.  Waldemar Haffkine, que trabalhou principalmente na Índia, tornou-se o primeiro microbiologista a desenvolver e implantar vacinas contra a cólera e a peste bubônica. Em 1925, o Laboratório da Peste em Bombaim foi renomeado como Instituto Haffkine.
As febres foram classificadas como uma das principais causas de morte na Índia no século XIX. Sir Ronald Ross, da Grã-Bretanha, trabalhando no Hospital Geral da Presidência em Calcutá, finalmente provou em 1898 que os mosquitos transmitem a malária, durante uma missão no Deccan em Secunderabad, onde o Centro de Doenças Tropicais e Transmissíveis é agora nomeado em sua homenagem.
Em 1881 havia cerca de 120 000 pacientes com hanseníase. O governo central aprovou a Lei dos Leprosos de 1898, que previa disposições legais para o confinamento forçado de pessoas com hanseníase na Índia. Sob a direção de Mountstuart Elphinstone foi lançado um programa para propagar a vacinação contra a varíola.  A vacinação em massa na Índia resultou num grande declínio na mortalidade por varíola no final do século XIX. Em 1849, quase 13% de todas as mortes em Calcutá foram causadas pela varíola. Entre 1868 e 1907, havia aproximadamente 4,7 milhões de mortes por varíola.
Sir Robert Grant direcionou sua atenção para o estabelecimento de uma instituição sistemática em Bombaim para transmitir conhecimentos médicos aos nativos.  Em 1860, o Grant Medical College tornou-se uma das quatro faculdades reconhecidas por ministrar cursos conducentes a diplomas (ao lado do Elphinstone College, Deccan College e Government Law College, Mumbai).

## Massacre de civis indianos pelas tropas britânicas
Esta é a lista de massacres civis de índios, na maioria dos casos multidões pacíficas desarmadas, pelas tropas coloniais britânicas.
- As tropas do Brigadeiro General R. E. H. Dyer[254] massacraram de 379 a mais de 1 500 civis pacíficos desarmados,[255] e feriram mais de 1 200 outros civis indianos.[256] O nível de brutalidade casual e a falta de qualquer responsabilização chocaram toda a nação,[257] resultando numa dolorosa perda de fé do público indiano em geral nas intenções do Reino Unido.[258]
- Massacre de Munshiganj Raebareli em 7 de janeiro de 1921 em Munshiganj em Rae Bareli em Uttar Pradesh:[259] O número oficial de mortos de agricultores indianos é considerado mínimo pelos historiadores britânicos, enquanto outras estimativas colocam o número de mortos na casa das centenas,[259] causando a vizinha Sai rio fica vermelho por causa do sangue.[260]
- Massacre de Salanga[261] em 27 de janeiro de 1922 no bazar de Salanga em Raiganj Upazila, na então província de Bengala e atual Bangladesh:[262] A polícia abriu fogo matando centenas,[263] o número de mortos variou de 1 500 a 4 500 pessoas.[264] Um cemitério comum permanece perto de Salanga Bazar em Rahmatganj,[264] onde o Dia de Salanga é comemorado anualmente em 27 de janeiro em memória das vítimas.[261]
- Massacre de Qissa Khwani em 23 de abril de 1930 na moderna Khyber Pakhtunkhwa, no Paquistão: Neste ataque de abalroamento de veículos blindados e tiroteio em massa contra civis desarmados, combatentes pela liberdade de Khudai Khidmatgar, pelas tropas coloniais britânicas, o tiroteio de pessoas desarmadas desencadeou protestos em todo o país. [265]
- Massacre de Spin Tangi em 24 de agosto de 1930 na vila de Spin Tangi perto de Domel, no distrito de Bannu, na província da fronteira noroeste da Índia britânica: 80 manifestantes não violentos de Khudai Khidmatgar Pashtun foram mortos pelo exército colonial britânico.[266][267]
- Massacre de Takkar em 28 de maio de 1930 em Takkar em Mardan Tehsil na Província da Fronteira Noroeste da Índia Britânica: Quando os aldeões locais tentaram impedir os soldados de prenderem ativistas lutadores pela liberdade do movimento Khudai Khidmatgar, no tiroteio que se seguiu, um policial inglês chamado Murphy foi morto, três dias depois, uma grande força de tropas coloniais britânicas atacou a aldeia em retaliação, matando 70 e ferindo outras 150 pessoas no massacre. Um monumento foi construído em memória das vítimas.[268]
- Massacre de Vidurashwatha em 25 de abril de 1938 em Vidurashwatha (atualmente em Gauribidanur taluk do distrito de Chikkaballapur em Karnataka): As tropas coloniais dispararam 90 tiros contra pessoas desarmadas que se reuniram para hastear a bandeira do Congresso Nacional Indiano, matando 33 e ferindo mais de 100 pessoas.[269]

## Educação

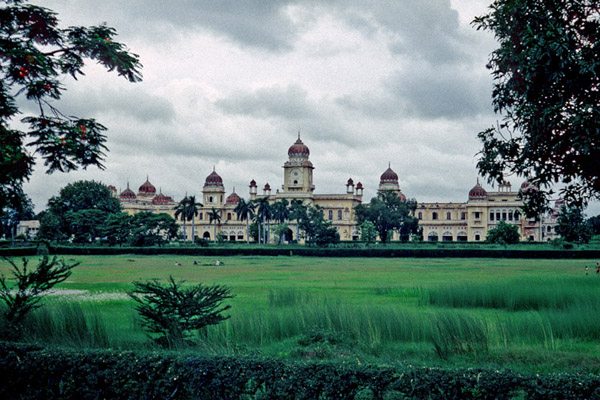
A Universidade de Lucknow, fundada pelos britânicos em 1867

Thomas Babington Macaulay (1800–1859) apresentou sua interpretação Whigh da história inglesa como uma progressão ascendente sempre levando a mais liberdade e mais progresso. Macaulay foi simultaneamente um importante reformador envolvido na transformação do sistema educacional da Índia. Ele basear-se-ia na língua inglesa para que a Índia pudesse juntar-se à metrópole num progresso ascendente constante. Macaulay pegou a ênfase de Burke na regra moral e a implementou nas reformas escolares reais, dando ao Império Britânico uma profunda missão moral de "civilizar os nativos".

A professora de Yale, Karuna Mantena, argumentou que a missão civilizadora não durou muito, pois afirma que os reformadores benevolentes foram os perdedores em debates importantes, como os que se seguiram à rebelião de 1857 na Índia e ao escândalo da repressão brutal de Edward Eyre ao Rebelião de Morant Bay na Jamaica em 1865. A retórica continuou, mas tornou-se um álibi para o desgoverno e o racismo britânicos. Já não se acreditava que os nativos pudessem realmente progredir; em vez disso, tinham de ser governados com mão pesada, com as oportunidades democráticas adiadas indefinidamente. Como resultado:
Os princípios centrais do imperialismo liberal foram desafiados à medida que várias formas de rebelião, resistência e instabilidade nas colónias precipitaram uma reavaliação abrangente... a equiparação do 'bom governo' com a reforma da sociedade nativa, que estava no cerne da o discurso do império liberal, estaria sujeito a um ceticismo crescente.
O historiador inglês Peter Cain desafiou Mantena, argumentando que os imperialistas acreditavam verdadeiramente que o domínio britânico traria aos súbditos os benefícios da “liberdade ordenada”, permitindo assim que a Grã-Bretanha cumprisse o seu dever moral e alcançasse a sua própria grandeza. Grande parte do debate teve lugar na própria Grã-Bretanha e os imperialistas trabalharam arduamente para convencer a população em geral de que a missão civilizadora estava bem encaminhada. Esta campanha serviu para reforçar o apoio imperial a nível interno e, assim, diz Cain, para reforçar a autoridade moral das elites cavalheirescas que governavam o Império.

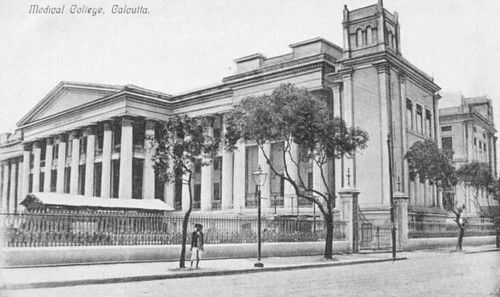
A Universidade de Calcutá, fundada em 1857, é uma das três universidades estaduais modernas mais antigas da Índia.

As universidades de Calcutá, Bombaim e Madras foram fundadas em 1857, pouco antes da Rebelião. Em 1890, cerca de 60 mil indianos haviam se matriculado, principalmente nas artes liberais ou no direito. Cerca de um terço ingressou na administração pública e outro terço tornou-se advogado. O resultado foi uma burocracia estatal profissional muito bem formada. Em 1887, das 21 000 nomeações para serviços públicos de nível médio, 45% eram ocupadas por hindus, 7% por muçulmanos, 19% por eurasianos (pai europeu e mãe indiana) e 29% por europeus. Dos 1 000 cargos de alto nível na função pública, quase todos eram ocupados por britânicos, normalmente com diploma de Oxbridge. O governo, muitas vezes trabalhando com filantropos locais, abriu 186 universidades e faculdades de ensino superior até 1911; eles matricularam 36 000 alunos (mais de 90% homens). Em 1939, o número de instituições dobrou e as matrículas atingiram 145 000. O currículo seguia os padrões clássicos britânicos do tipo estabelecido por Oxford e Cambridge e enfatizava a literatura inglesa e a história europeia. No entanto, na década de 1920, os corpos estudantis tornaram-se focos do nacionalismo indiano. 

## Trabalho missionário

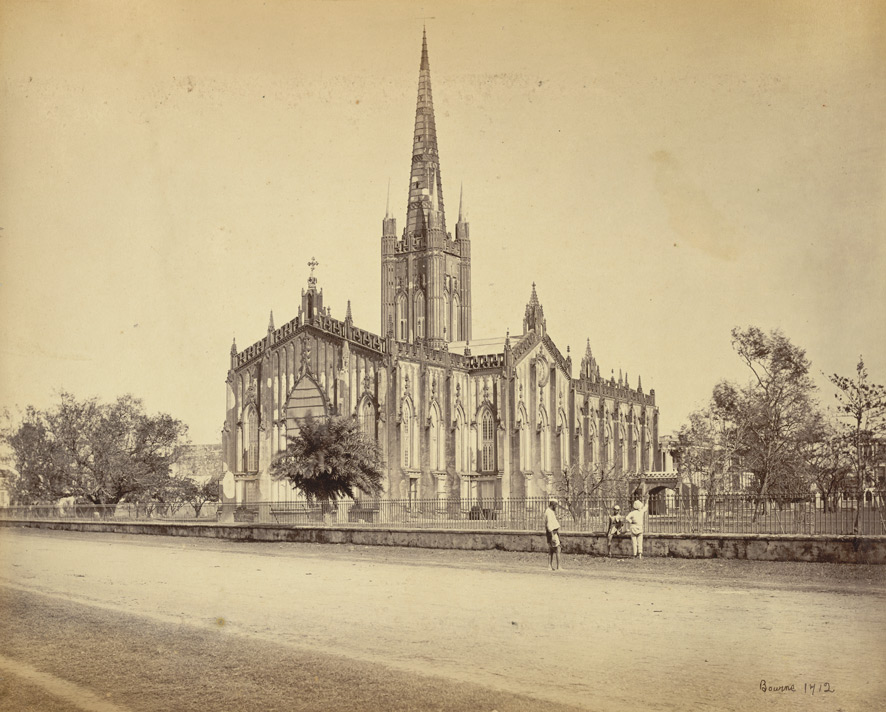
A Catedral de São Paulo foi construída em 1847 e serviu como cátedra do Bispo de Calcutá, que serviu como Metropolita da Igreja da Índia, Birmânia e Ceilão.

Em 1889, o primeiro-ministro do Reino Unido, Robert Gascoyne-Cecil, 3º Marquês de Salisbury declarou: "Não é apenas nosso dever, mas é do nosso interesse promover a difusão do Cristianismo, tanto quanto possível, em toda a extensão do Índia".
O crescimento do Exército Indiano Britânico levou à chegada de muitos capelães anglicanos à Índia. Após a chegada da Church Missionary Society da Igreja da Inglaterra em 1814, a Diocese de Calcutá da Igreja da Índia, Birmânia e Ceilão (CIBC) foi erguida, com sua Catedral de São Paulo sendo construída em 1847.  Em 1930, a Igreja da Índia, Birmânia e Ceilão tinha quatorze dioceses em todo o Império Indiano. 
Missionários de outras denominações cristãs também vieram para a Índia britânica; Missionários luteranos, por exemplo, chegaram a Calcutá em 1836 e "no ano de 1880 havia mais de 31.200 cristãos luteranos espalhados em 1.052 aldeias".  Os metodistas começaram a chegar à Índia em 1783 e estabeleceram missões com foco em "educação, ministério de saúde e evangelismo". Na década de 1790, cristãos da Sociedade Missionária de Londres e da Sociedade Missionária Batista, começaram a fazer trabalho missionário no Império Indiano. Em Neyoor, o Hospital da Sociedade Missionária de Londres "foi pioneiro em melhorias no sistema de saúde pública para o tratamento de doenças, mesmo antes de tentativas organizadas serem feitas pela presidência colonial de Madras, reduzindo substancialmente a taxa de mortalidade".
Christ Church College (1866) e St. Stephen's College (1881) são dois exemplos de instituições educacionais afiliadas à igreja proeminentes fundadas durante o Raj britânico. Nas instituições educacionais estabelecidas durante o Raj britânico, os textos cristãos, especialmente a Bíblia, faziam parte dos currículos. Durante o Raj britânico, missionários cristãos desenvolveram sistemas de escrita para línguas indianas que anteriormente não existiam. Os missionários cristãos na Índia também trabalharam para aumentar a alfabetização e também se envolveram no activismo social, tais como a luta contra a prostituição, a defesa do direito das mulheres viúvas a casar novamente e a tentativa de impedir o casamento precoce das mulheres. Entre as mulheres britânicas, as missões zenana tornaram-se um método popular para ganhar convertidos ao cristianismo.

## Legado
O antigo consenso entre os historiadores sustentava que a autoridade imperial britânica estava bastante segura desde 1858 até à Segunda Guerra Mundial. Recentemente, no entanto, esta interpretação foi contestada. Por exemplo, Mark Condos e Jon Wilson argumentam que a autoridade imperial era cronicamente insegura. Na verdade, a ansiedade de gerações de funcionários produziu uma administração caótica com coerência mínima. Em vez de um Estado confiante, capaz de agir como bem entende, estes historiadores encontram um Estado psicologicamente em apuros, incapaz de agir excepto em termos abstractos, em pequena escala ou a curto prazo. Enquanto isso, Durba Ghosh oferece uma abordagem alternativa.

### Impacto ideológico
Na independência e após a independência da Índia, o país manteve instituições britânicas centrais como o governo parlamentar, o governo de uma pessoa, um voto e o Estado de direito através de tribunais apartidários. Manteve também os arranjos institucionais do Raj, como os serviços públicos, a administração das subdivisões, as universidades e as bolsas de valores. Uma mudança importante foi a rejeição dos seus antigos estados principescos separados. Metcalf mostra que, ao longo de dois séculos, os intelectuais britânicos e os especialistas indianos deram a mais alta prioridade a trazer paz, unidade e bom governo à Índia. Eles ofereceram muitos métodos concorrentes para atingir a meta. Por exemplo, Cornwallis recomendou transformar o Bengali Zamindar no tipo de proprietário inglês que controlava os assuntos locais na Inglaterra. Munro propôs tratar diretamente com os camponeses. Sir William Jones e os orientalistas promoveram o sânscrito, enquanto Macaulay promoveu a língua inglesa. Zinkin argumenta que, a longo prazo, o que mais importa no legado do Raj são as ideologias políticas britânicas que os indianos assumiram depois de 1947, especialmente a crença na unidade, na democracia, no Estado de direito e numa certa igualdade para além das castas e crença. Zinkin vê isso não apenas no Partido do Congresso, mas também entre os nacionalistas hindus do Partido Bharatiya Janata, que enfatiza especificamente as tradições hindus.

### Impacto cultural
A colonização britânica da Índia influenciou visivelmente a cultura indiana. A influência mais notável é a língua inglesa, que emergiu como língua franca administrativa e administrativa da Índia e do Paquistão (e que também influenciou enormemente as línguas nativas do sul da Ásia), seguida pela mistura da arquitetura nativa e gótica/sarcênica. Da mesma forma, a influência das línguas e da cultura da Índia também pode ser vista na Grã-Bretanha; por exemplo, muitas palavras indianas entrando na língua inglesa, e também a adoção da culinária indiana.
Os esportes britânicos (particularmente o hóquei no início, mas depois amplamente substituído pelo críquete nas últimas décadas, com o futebol também popular em certas regiões do subcontinente) foram cimentados como parte da cultura do sul da Ásia durante o Raj britânico, com o os jogos tradicionais da Índia foram em grande parte diminuídos no processo. Durante o Raj, os soldados praticavam esportes britânicos como forma de manter a boa forma, já que a taxa de mortalidade de estrangeiros na Índia era alta na época, bem como para manter um sentimento de britanismo; nas palavras de um escritor anônimo, praticar esportes britânicos era uma forma de os soldados “se defenderem da magia da terra”. Embora os britânicos tivessem geralmente excluído os indianos do seu jogo durante a época do governo da Companhia, com o tempo começaram a ver a inculcação dos desportos britânicos entre a população nativa como uma forma de difundir os valores britânicos. Ao mesmo tempo, parte da elite indiana começou a migrar para os esportes britânicos como forma de se adaptar à cultura britânica e, assim, ajudar-se a subir na hierarquia; mais tarde, mais indianos começaram a praticar esportes britânicos em um esforço para vencer os britânicos em seus próprios esportes, como forma de provar que os indianos eram iguais aos seus colonizadores.